# Hoodoo
No debe confundirse con el vudú.
Es un conjunto de prácticas espirituales, tradiciones y creencias que fueron creadas por esclavos africanos en el Sur de los Estados Unidos de varias espiritualidades tradicionales africanas, cristianismo y elementos del conocimiento botánico indígena. Los practicantes del hoodoo son llamados trabajadores de raíces espirituales, doctores brujo, hombre conjurador o mujer conjuradora y doctores de raíces espirituales. Algunos sinónimos regionales para Hoodoo son conjuro o trabajo de raíz espiritual. Como un sistema sincrético espiritual, aquí también se incorporan el Islam y el Espiritismo, traídos por esclavos musulmanes de África Occidental.
Los estudiosos definen Hoodoo como una religión popular. Las religiones populares son tradiciones sincréticas entre dos o más religiones culturales; en este caso entre espiritualidad indígena africana y la religión abrahamica.
Muchas tradiciones Hoodoo fueron extraídas de las creencias del pueblo Bakongo de África Central Durante el primer siglo del tráfico trasatlántico de esclavos, un estimado del 52%de todos los africanos secuestrados (cerca de 900,000 personas) venían desde países de África Central que existían el la actualidad Camerún, República Democrática del Congo, Angola, República Centroafricana y Gabón. Hacia el final de la época colonial la gente esclavizada africana fue tomada de Angola (40%), Senegambia (19.5%), Islas de Barlovento (16.3%) y la Costas del Oro (13.3%); así como del Golfo de Benín y el Golfo de Biafra en menores porcentajes. Siguiendo La gran migración de afroamericanos, Hoodoo se extendió por todo Estados Unidos.
Es una forma de magia utilizada por la población afroamericana del sur de los Estados Unidos. Esta magia, también conocida como conjure, incluye la tradición de la práctica de magia que se desarrolló a partir del sincretismo de un número de diferentes culturas y tradiciones mágicas traídas desde África.
El Hoodoo incorpora prácticas tradicionales de diversas religiones como las religiones tradicionales africanas, prácticas de los indígenas de América, tradiciones de algunos países de Europa y prácticas mágicas de grimorio. Si bien las prácticas populares como el Hoodoo son fenómenos culturales, lo que es especialmente innovador en esta tradición es la "extraordinariamente eficaz utilización de figuras bíblicas," en sus prácticas y en la vida de sus practicantes.
La palabra Hoodoo fue documentada por primera vez en inglés estadounidense en 1875 y fue clasificada como un nombre o un verbo transitivo. En AAVE, es a menudo utilizado para describir un hechizo o poción, pero también puede ser utilizado como un adjetivo para describir a un practicante. Algunos sinónimos regionales para Hoodoo son: invocación, evocar o brujería.
No son todos sinónimos, sin embargo. Por ejemplo, brujería como sinónimo es problemático, en el sentido de que puede implicar un juicio moral negativo sobre la práctica del Hoodoo, o puede ser confundido con la contemporánea religión Wicca. Por otra parte, se considera que un médico Hoodoo no debe entenderse como un rootworker si él o ella no utiliza las raíces y las hierbas en sus prácticas mágicas. Por lo tanto, el rootwork puede entenderse como una subcategoría o un "tipo" de práctica del Hoodoo.

## Etimología
La primera documentación de la palabra Hoodoo en la lengua inglesa apareció en 1870. Estos orígenes son obscuros pero algunos creían que se originó como alteración de la palabra Vudú; una palabra que tiene sus orígenes en las lenguas gbe; como el idioma Ewe, Idioma aja y el Idioma fon de Ghana, Togo y Benín; refiriéndose a la divinidad.
Otro posible origen etimológico de la palabra Hoodoo proviene de la palabra Hudu, que significa trabajo espiritual, la cual surge del idioma Ewe, hablado en países del África occidental como Ghana, Togo y Benín. Hudu es también uno de los dialectos del idioma Ewe  del pueblo Ewe en África del Oeste. De acuerdo con  Pascual Berverly Randolph, la palabra Hoodoo es un dialecto africano.
Según el autor Odwirafo Kwesi Ra Nehem Ptah Akhan, el origen etimológico de la palabra Hoodoo proviene de las lenguas akánicas de Ghana y costa de Marfil. La palabra asiática odu en plural ndu [oohn-dooh'], es definida como una medicina extraída de las raíces, árboles y plantas. El mismo término también significa "volverse pesado" con el espíritu a través de la posesión espiritual y la comunicación espiritual. existen practicantes rituales en la cultura Akan cuyos títulos incluyen términos como odu, namely: oduyefo, odusinfo, odumafo, odutofo. Dichos son definidos respectivamente como; "trabajador de raíces", "doctor de raíces", "adivinador" y "envenenador". Las definiciones de odu (ndu)en el lenguaje Akan y religión tradicional, fueron preservados por descendientes Akan en la tradición Hoodoo en Norteamérica.
En África Occidental, la palabra gris- gris (bolsa conjuro)es una palabra Mande. Las palabras wanga y mooyo (bolsa mojo) provienen del lenguaje Kikongo.
El diccionario de inglés Oxford citó en las apelaciones dominicales la definición de Hoodoo como un dialecto africano con prácticas similares a los misterios de Obi (Obeah) en el Caribe. En las Bahamas, Hoodoo hace referencia a "Obeah", de acuerdo con la autora Zora Neale Hurston "Raíces" es el término que usan los negros del sur para referirse a la medicina popular mediante hierbas y recetas, y por extensión y debido a que todos los médicos vudú curan mediante raíces, puede usarse como sinónimo de Hoodoo".
Publicaciones recientes de becas escriben la palabra con mayúscula. La palabra Hoodoo tiene diferentes significados dependiendo de como se la escriba. Algunos autores escriben Hoodoo con letra mayúscula para hacer distinción del hoodoo comercializado, el cual se escribe con letras minúsculas. Otros autores tienen diferentes razones de porque ponen en mayúscula o minúscula la primera letra.

## Orígenes

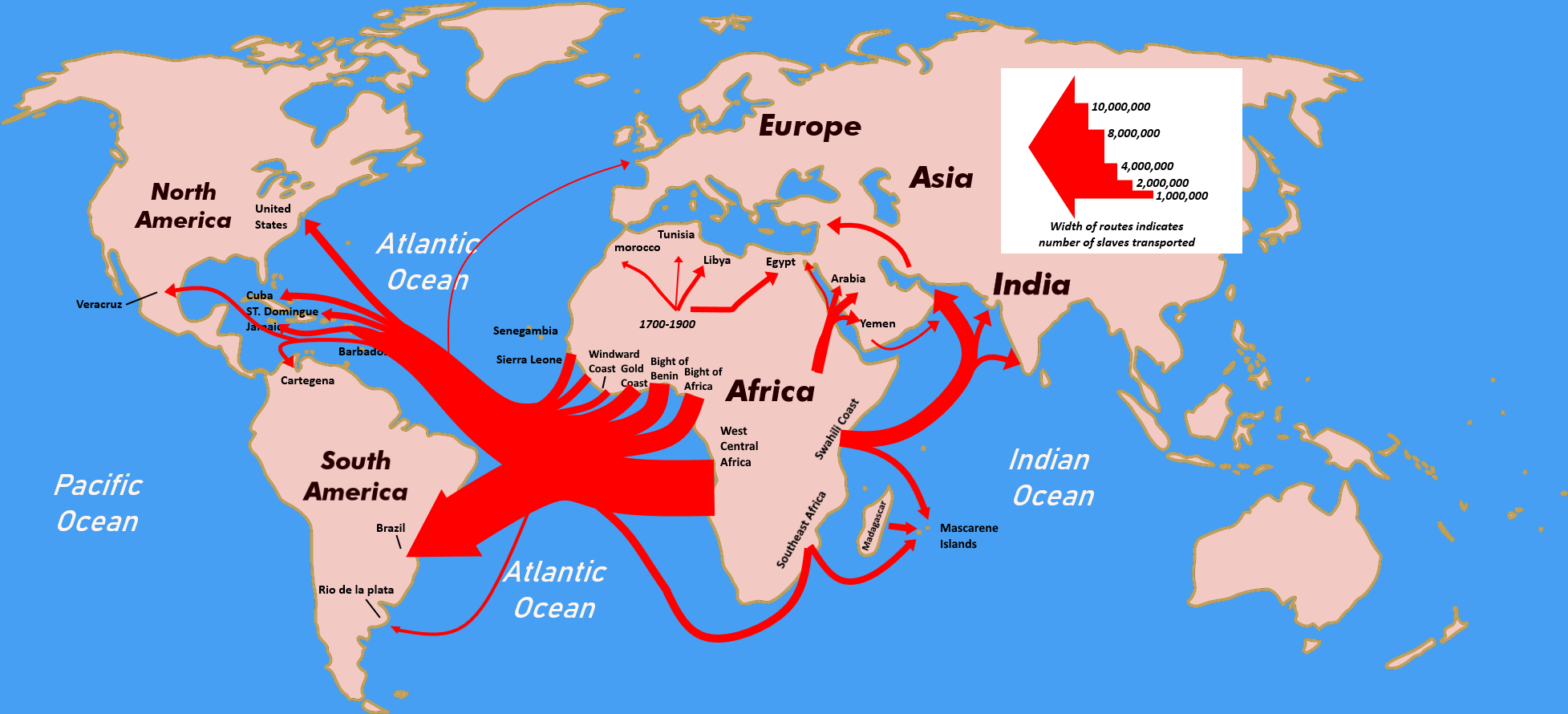
Un mapa del comercio transatlántico de esclavos

Aproximadamente 20 millones de esclavos de varios grupos étnicos fueron transportados a las Américas entre el siglo XVI y el siglo XIX, como parte del comercio transatlántico de esclavos (años 1500 al 1880). El comercio transatlántico de esclavos a los Estados Unidos ocurrió entre los años 1619 y 1808, y el comercio ilegal de esclavos ocurrió entre  1808 y 1860, cuando aproximadamente 500,000 esclavos africanos fueron transportados a los Estados Unidos. Los grupos étnicos traídos a los Estados Unidos durante los años de la trata de esclavos fueron Kongo, Igbo, Akan, Mandé, Yoruba, Fon, Ewe y Fulbe, entre otros. Después de la llegada de diversos grupos étnicos a los Estados Unidos, Hoodoo fue creado por esclavos afroamericanos para su supervivencia espiritual como una forma de resistencia contra la esclavitud. "Porque la comunidad afroamericana no tenía las mismas ayudas médicas o psicológicas como la sociedad Europea Americana, estos miembros fueron forzados a confiar en unos a otros para sobrevivir". Como resultado, libre y esclavos afroamericanos confiaron en Hoodoo para su protección. Diversos grupos étnicos africanos de África Occidental y África Central, trabajaban todos en la misma plantación. Estos diversos grupos étnicos africanos en los Estados Unidos, con el tiempo se fusionaron y se convirtieron en un grupo étnico más grande, llamado afroamericanos, quienes son los creadores del Hoodoo. La práctica del Hoodoo unificó esclavos americanos de diversos orígenes en América. A pesar de esta diversidad étnica en plantaciones Americanas, Africanos de África Occidental y África Central trajeron sus propias formas de conjurar que se convirtió en la práctica conocida como Hoodoo. Lo que los unía era su uso de conjurar para la liberación. Por ejemplo, la práctica del ring shout, (anillo de grito). en Hoodoo diversos grupos étnicos africanos unificados en plantaciones de esclavos. El baile en círculo en sentido antihorario era (y es) practicado en África Central y en África Occidental para comunicarse con los ancestros y para posesión espiritual Africanos esclavizados en Estados Unidos bajo el grito del anillo, y esta unidad de africanos diversos en América crearon una identidad Afroamericana Es más, el Autor Tony Khail condujo investigaciones en comunidades Afroamericanas en Memphis, Tennessee y rastreó que los orígenes del Hoodoo se practican en África Central y Á frica Occidental. En Memphis, Khail condujo entrevistas con rootworkers negros y escribió acerca de las prácticas y la historia del Hoodoo Afroamericano en su libro A Secret History of Memphis Hoodoo. Por ejemplo, Kail grabó a los antiguos esclavos de las plantaciones en América del Sur, "Las creencias y prácticas de religiones africanas tradicionales sobrevivieron al medio pasaje (tráfico transatlántico de esclavos) y fueron perseverados entre muchos rootworkers y healers (curanderos) a lo largo del sur. Muchos de ellos sirvieron como curanderos, consejeros y farmacéuticos para esclavos, soportando las penurias de la esclavitud. Sterling Stuckey, un profesor de historia americana quien se especializó en el estudio de la esclavitud americana y la cultura e historia afroamericana en los Estados Unidos, afirma que la cultura africana en América desarrolló una única práctica afroamericana espiritual y religiosa que fue la fundación para los conjuros, la teología negra y los movimientos de liberación. Stuckey dio ejemplos sobre narrativas de esclavos, edredones afroamericanos, iglesias negras y otras prácticas culturales de los afroamericanos.

### Influencia de África Central

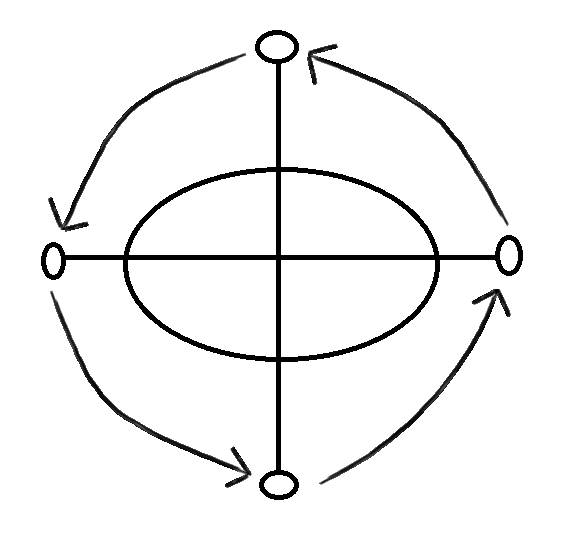
Cosmograma Kongo Yowo

Los orígenes de Bantu-Kongo en prácticas de Hoodoo son evidentes. De acuerdo con la investigación académica, cerca del 40% de africanos enviados a los Estados Unidos durante la trata de esclavos provenían de la región del Congo, en África Central. La universidad Emory creó una base de datos en línea que muestra los viajes del tráfico transatlántico de esclavos. Esta base de datos muestra principalmente barcos de esclavos dejando África Central. Las antiguas creencias y prácticas espirituales Congoleses están presentes en Hoodoo como el Kongo cosmogram (Cosmograma de Congo). La forma básica del Kongo cosmogram es una simple cruz con una línea. El Kongo cosmogram simboliza la salida del sol en el este y la puesta del sol en el oeste, y representa las energías cósmicas. La línea horizontal en el Kongo cosmogram representa el perímetro entre le mundo físico (reino de los vivos) y el mundo espiritual (reino de los ancestros). La línea vertical del cosmograma es el camino del poder espiritual de Dios en la parte superior viajando al reino de los muertos debajo donde residen los antepasados El cosmograma o dikenga, como sea, no es un símbolo unitario como la cruz cristiana o la bandera nacional El mundo físico reside en lo alto del cosmograma y el mundo espiritual (ancestral) reside en el fondo del cosmograma. En la línea horizontal hay una división acuosa que separa los dos mundos, el físico y el espiritual, en el cual, el agua tiene un papel importante en la espiritualidad afroamericana. El símbolo de la cruz del Kongo cosmogram tiene una forma física en Hoodoo llamad "el cruce" donde los rituales Hoodoo son presentados para comunicarse con los espíritus y dejar los trabajos rituales espirituales o hechizos para deshacerse de las energías negativas El Kongo cosmogram también es llamado el Bakongo cosmogram y la cruz Yowa. La cruz Yowa simboliza una bifurcación en el camino. Esta bifurcación en el camino es espiritual (un cruce sobrenatural) que simboliza la comunicación entre el mundo de los vivos y el mundo de los ancestros, que es dividido en la línea horizontal. Danzas del círculo sagrado en sentido antihorario en Hoodoo son presentadas para comunicarse con los espíritus ancestrales usando el signo de la cruz Yowa La comunicación con los ancestros es una práctica tradicional en Hoodoo que fue llevada a los Estados Unidos durante el comercio de esclavos originario entre la gente Bantú-Kongo. En Sabana, Georgia, en una iglesia histórica afroamericana llamada "First African Baptist Church" El símbolo del Kongo cosmogram fue encontrado en el sótano de la iglesia. Afroamericanos perforaron agujeros en el piso del sótano de la iglesia para hacer un Kongo cosmogram en forma de diamante para rezar y meditar. La iglesia fue también una parada en el ferrocarril subterráneo. Los huecos en el piso proveían aire respirable para esclavos fugitivos escondidos en el sótano de la iglesia. En una iglesia afroamericana en la costa este de Virginia, Kongo cosmogram fue diseñado en los marcos de la ventanas de la iglesia. La iglesia fue construida frente a un eje de dirección este-oeste para que el sol diera en el este, sobre el campanario de la iglesia. El cementerio de la iglesia también mostraba continuas prácticas funerarias afroamericanas, de colocar similares a espejos encima de las tumbas. El círculo del sol del Kongo cosmogram también influenció como los afroamericanos en Georgia rezaban. Fue grabado que algunos afroamericanos en Georgia rezaban en la salida y la puesta del sol.
En otra plantación en Maryland, arqueólogos desenterraron artefactos que mostraban una mezcla de prácticas espirituales cristianas y de África Central entre personas esclavizadas.

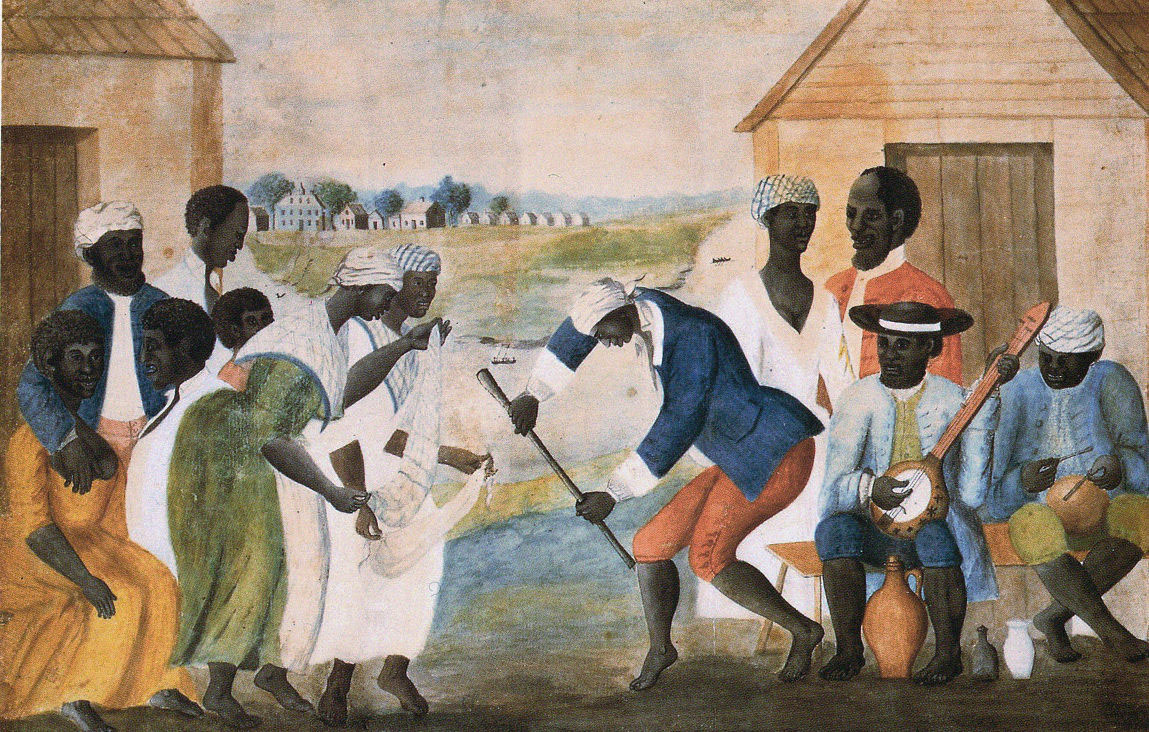
Baile y música de esclavos

Esta fue la rueda de Ezequiel en la Biblia que se mezcló con el Kongo cosmogram de África Central. El Kongo cosmogram es una cruz a veces encerrada en un círculo que se parece a la cruz cristiana. Quizá esto explica la conexión que los esclavos afroamericanos tenían el símbolo cristiano, porque se parecía a su símbolo africano. También, el kongo cosmogram es evidencia de prácticas Hoodoo entre afroamericanos. En Carolina del Sur, arqueólogos desenterraron en una antigua plantación de esclavos cuencos de barros hechos por africanos que tenían grabado el kongo cosmogran dentro de estos. Esos cuencos de barro fueron usados por afroamericanos para rituales. El kongo cosmogram simboliza el nacimiento,  la vida, la muerte y el ciclo de resurrección del alma humana y la armonía con el universo. El “ring shout” en Hoodoo tiene sus orígenes de la región del Congo con el Kongo cosmogram (Cruz Yowa) y el baile del anillo del grito en sentido antihorario que sigue el patrón de la salida del sol en el este y la puesta del sol en el oeste, y el “ring shout” sigue la naturaleza clínica de la vida representada en el kongo cosmogram (nacimiento, vida, muerte y resurrección). Bailando a través de un círculo en sentido antihorario, los gritos del anillo o en su nombre original “ring shouters”, construían energías espirituales que resultaban en la comunicación con los espíritus ancestrales, lo que dirigió a la posesión espiritual. Los esclavos afroamericanos presentaban la danza en un círculo en sentido antihorario hasta que alguien era arrastrado al centro del anillo por el vórtice espiritual en el centro. El vórtice espiritual en el centro del “ring shout” era un reino espiritual sagrado. El centro del “ring shout” es donde los ancestros y el espíritu santo residen.) La tradición del “ring shout” continúa en Georgia con los “shouters” del condado de McIntosh, Dakota del norte.
En 1998 en una casa histórica en Annapolis, Maryland llamada la casa Brice arqueólogos desenterraron artefactos Hoodoo dentro de la casa vinculados a la gente del Congo en África Central. Esos artefactos son la práctica continua de las culturas Minkisi y Nkisi del Kongo en los Estados Unidos traídos por africanos esclavizados. Por ejemplo, arqueólogos encontraron artefactos usados por esclavos afroamericanos para controlar espíritus albergados dentro de paquetes llamados Nkisi. Esos espíritus dentro de los objetos fueron puestos en un lugar secreto para proteger un área o causar daño a los esclavistas. Los artefactos descubiertos en la casa James Brice eran grabados del kongo cosmogram como cruce de caminos (una X) dentro de la casa. Esto fue hecho para resguardar un lugar de un duro esclavista. Paquetes de Nkisi fueron encontrados en otra plantación en Virginia y Maryland. Por ejemplo, paquetes Nkisi fueron encontrados con el propósito de curación o desgracia. Arqueólogos encontraron objetos que se creían que eran de la población de esclavos afroamericanos de Virginia y Maryland, utilizados para tener poderes espirituales., como monedas, cristales, raíces,  recortes de uñas, garras de cangrejos, rosarios, huesos, acero, y otros objetos que fueron ensamblados juntos dentro de un paquete para conjurar un resultado específico; para protección o sanación. Esos objetos fueron escondidos dentro de las viviendas de las personas esclavizadas. Esas prácticas se mantuvieron en secreto lejos de los esclavistas.

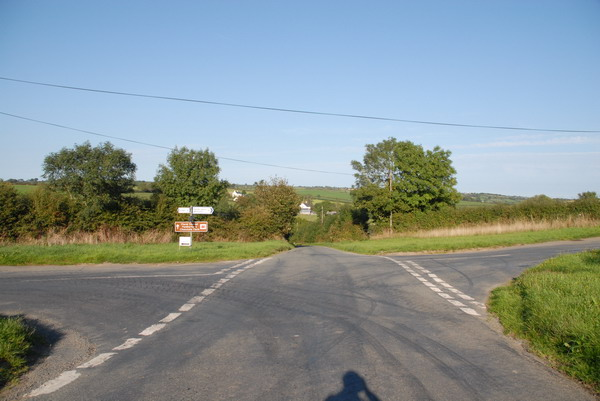
En Hoodoo, un cruce es donde dos carreteras se encuentran en forma de una X. Los cruces en Hoodoo son originarios del Kongo cosmogram en África Central. Es un cruce donde muchos africanos creen que se puede presenciar las poderes de Dios y se emerge de las aguas espirituales renovado.

En el condado de Kings, en Brooklyn, Nueva York, en la granja de Lott, artefactos relacionados con el Congo fueron encontrados en el sitio. Los artefactos relacionados al Congo fueron un Kongo cosmogram gravado en cerámica y paquetes Nkisi que tenían tierra del cementerio y uñas de acero dejados por esclavos afroamericanos. Las investigaciones que se hicieron de las uñas de acero dieron como resultado que fueron usadas para prevenir azotes por parte de los esclavistas. También, el kongo cosmogram gravado fue usado por la población afroamericana    en el condado de Kings como un cruce para rituales espirituales. Historiadores sugieren que la granja Lott fue una parada en el ferrocarril subterráneo para buscadores de libertad o esclavos fugitivos.Los artefactos del kongo cosmogram fueron utilizados como una forma de protección espiritual contra la esclavitud y para la protección de las personas esclavizadas durante su escape de la esclavitud en el ferrocarril subterráneo.
En Darrow, Luisiana en la plantación de  Ashland-Belle Helene historiadores y arqueólogos desenterraron prácticas del Kongo y del centro-oeste de África dentro de las cabañas de esclavos. Africanos esclavizados en Luisiana conjuraron los espíritus de sus ancestros del Kongo y los espíritus del agua usando conchas marinas. Otros encantos fueron encontrados en varias cabañas de esclavos, como monedas de acero, rosarios, piedras pulidas, huesos, y fueron convertidos en collares o guardados en sus bolsillos para protección. Esos artefactos proveyeron ejemplos de rituales africanos en la plantación de Ashland. Dueños de esclavos trataron de parar prácticas africanas entre sus esclavos, pero los esclavos afroamericanos disfrazaron sus rituales usando materiales estadounidenses, aplicando una interpretación africana, escondiendo sus encantos en los bolsillos y convirtiéndoles en collares, ocultando esas prácticas de los dueños de esclavos.
En el condado de Talbot, Maryland en la plantación de Wye House donde Frederick Douglas fue esclavizado en su juventud, artefactos relacionados al Kongo fueron encontrados. Esclavos Afroamericanos crearon elementos para resguardarse de los espíritus malignos creando un ramo Hoodoo cerca a la entrada de chimeneas donde se creía que era por donde los espíritus entraban. El ramo Hoodoo contenía piezas de acero y zapatos de caballo. Esclavos afroamericanos ponían ojales en los zapatos y botas como trampa para espíritus. Arqueólogos también encontraron caras talladas en madera. Los tallados en madera tenían dos caras talladas e n ambos lados, lo que podría ser interpretado con el significado de que el conjuro afroamericano era un doctor de dos cabezas. Los doctores de dos cabezas en Hoodoo hace alusión a una persona que puede ver el futuro, y tiene conocimiento acerca de espíritus y cosas desconocidas. En la plantación Levi Jordan en Brazoria, Texas cerca de la Costa del Golfo, investigadores sugirieron que Levi Jordan, el dueño de la plantación pudo haber transportado africanos cautivos desde Cuba de vuelta a su plantación en Texas. Esos africanos cautivos practicaban la religión Bantú-kongo en Cuba, e investigadores excavaron artefactos relacionados al Kongo en el sitio. por ejemplo, arqueólogos encontraron en una de las cabañas llamada "la cabaña del curandero" restos de nkisi nkondi con porciones de acero conducidas a figuras para activar estos espíritus. Investigadores encontraron un Kongo Bilongo que los esclavos afroamericanos crearon usando materiales de porcelana blanca creando una figura de muñeca. En la sección occidental de la cabaña ellos encontraron hervidores de acero y fragmentos de cadenas. Investigadores sugirieron que la sección occidental de la cabaña fue un altar para el espíritu Kongo Zarabanda. En una plantación en Kentucky llamada Locust Grove en el condado de Jefferson, arqueólogos e historiadores encontraron amuletos hechos por esclavos afroamericanos que tenían el Kongo cosmogram grabado en monedas y rosarios. Rosarios azules fueron encontrados entre los artefactos, y en la espiritualidad africana los rosarios azules traen protección a quien lo lleva. Esclavos afroamericanos en Kentucky combinaron prácticas cristianas con creencias africanas tradicionales
La palabra "goofer" en polvo de goofer o en su nombre original "goofer dust" tiene orígenes Kongo, esto viene de la palabra Kongo "Kufwa" que significa morir. El "mojo bag" o bolsa de mojo en Hoodoo tiene orígenes Bantú-Kongo. Las nolsas de mojo son llamadas  "toby" y la palabra toby deriva de la palabra Kongo tobe También la palabra mojo se originó de la palabra Kikongo mooyo. La palabra mooyo significa que los ingredientes naturales tienen su propio espíritu residente que puede ser utilizado en bolsas mojo para traer suerte y protección. La bolsa mojo o la bolsa conjuro derivan de Minkisi, Bantú-Kongo. El Nkisi como singular y Minkisi como plural, es cuando un espíritu o varios habitan un objeto creado a mano a partir de un individuo. Esos objetos pueden ser una bolsa (bolsa mojo o bolsa conjuro) calabazas, cochas y otros recipientes. Varios elementos son puestos dentro de una bolsa para darle a un espíritu en particular un trabajo que hacer. Bolsas Mojo y minkisis son llenadas con tierra de cementerio, hierbas, raíces y otros materiales por el sanador espiritual llamado Nganga. Los sacerdotes espirituales en Ádrica Central se convierten en rootworkers y doctores Hoodoo en comunidades afroamericanas. En Sudamérica doctores conjuro o "conjure doctors" crean bolsas mojo similares a las bolsas  de los Ngangas minkisi, ambas alimentadas con ofrendas de Whiskey. Otros ejemplos de orígenes Kongo de la bolsa mojo son encontrados en la historia de Gullah Jack.  Gullah Jack fue un Africano de Angola quien llevaba una bolsa conjuro (mojo bolsa) en un barco de esclavos dejando Angola hacia Estados Unidos. En Carolina del Sur,  Gullah Jack acostumbraba usar el conocimiento espiritual que aprendió en Angola y hacia bolsas conjuro para otras personas esclavizadas para su protección espiritual. Otros orígenes Bantú-Kongo es hacer la marca de una cruz (Kongo cosmogram) pararse en esta y hacer un juramento. Esta práctica se realiza en África Central y los Estados Unidos por comunidades Afroamericanas. El Kongo cosmogram es usado también como un poderoso encanto de protección cuando se dibuja en el suelo, solo la marca de la cruz en forma de X se dibuja; los emblemas solares o círculos al final y las flechas no.
Entre otras prácticas Bantú-Kongo está el uso de bastones conjuro. Los bastones conjuro en Estados Unidos son decorados con objetos específicos para conjurar espíritus y obtener resultados específicos. Esta práctica fue llevada a los Estados Unidos desde África Central durante la trata transatlántica de esclavos. Un sinnúmero de bastones conjuro son usados actualmente por familias Afroamericanas. En África Central entre los Bantú-Kongo, curanderos rituales son llamados banganga  y usan bastones rituales (llamados rituales conjuro en Hoodoo).Esos bastones rituales de los Banganna conjuran espíritus y sanación para las personas. Los curanderos Banganga en África Central se convirtieron en doctores conjuro y  herboristas en las comunidades Afroamericanas en los Estados Unidos. El museo de Arte de Harn en la Universidad de Florida colaboró con otros museos alrededor del mundo, con el fin de comparar bastones conjuro afroamericanos con bastones ritual de África Central; se encontraron similitudes entre ambos y otros aspectos de la cultura afroamericana que se originó de la gente bantú-kongo.

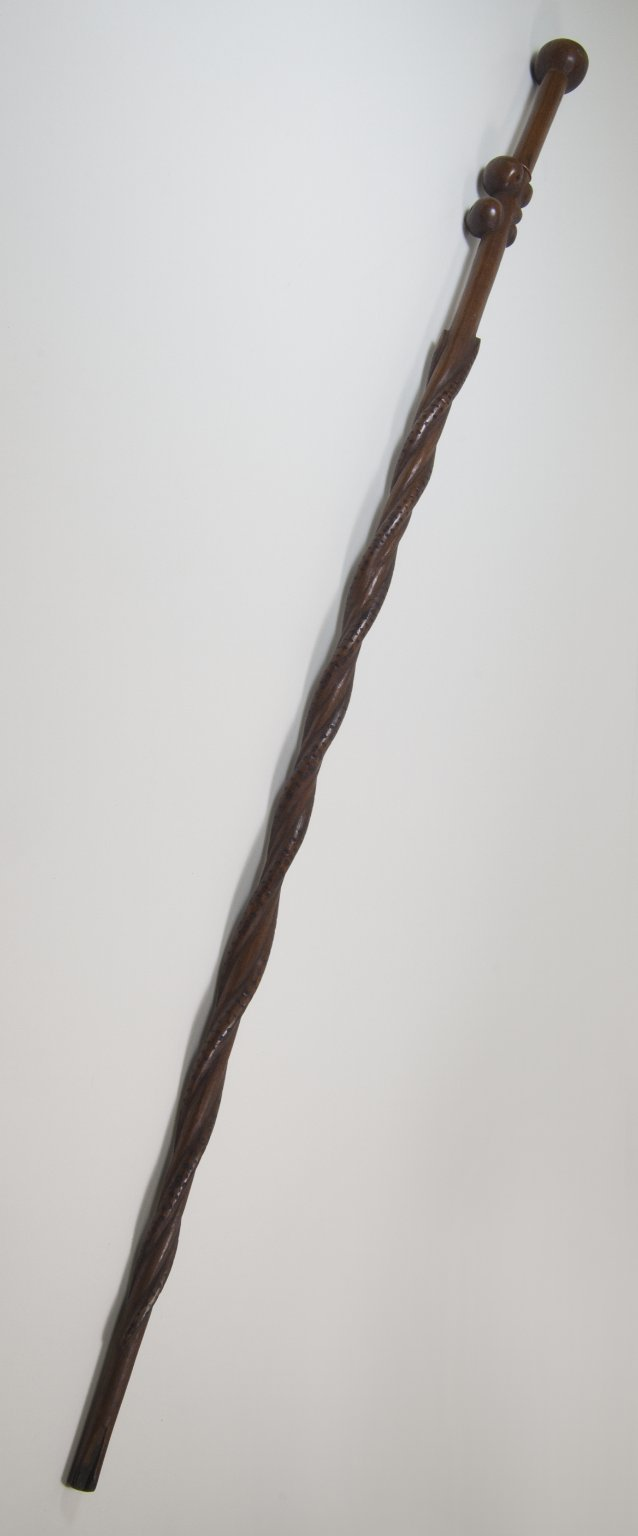
Bastón de la colección "Arts" de África, Museo de Brooklyn. La gente Bantú-Kongo en África Central y los afroamericanos en Estados Unidos elaboraban bastones similares.

Protecciones espirituales de Bakongo influenciaron decoraciones de patios Afroamericanos. En África Central, la gente Bantú-Kongo decoraba sus patios y entradas con cestas y objetos brillantes rotos para protegerse de los espíritus malignos y de los ladrones. De esta práctica se originó el árbol de la botella en Hoodoo. En todo el sur de los Estados Unidos en vecindarios Afroamericanos, hay algunas casas que tienen árboles de botella y cestos puestos en las puertas de entrada para protección espiritual contra conjuros y espíritus malignos. Un hombre Afroamericano en Carolina del Norte enterró una jarra con agua y una cuerda debajo de las escaleras para protección. Si alguien lo conjurara, la cuerda se convertiría en una serpiente. El hombre lo llamó inkabera.
En Florida, fueron encontradas prácticas funerarias realizadas por Afroamericanos. Investigadores notaron las similitudes entre las tumbas de Afroamericanos residentes en Florida y la gente Bakongo en África Central. Lápidas en forma de T fueron vistas en cementerios de afros y  las tumbas en la región del Kongo. La forma peculiar de las lápidas en forma de T en cementerios afro en Florida del Norte durante los años 1920 y 1950, corresponde a la mitad inferior del Kongo cosmogram, lo que representa el reino de los ancestros y el poder espiritual. En la espiritualidad Bantú-Kongo el reino de los espíritus está representado en color blanco. Los afroamericanos decoraron la tumbas de sus familiares con elementos blancos como conchas blancas marinas. Las conchas marinas representan la división acuosa en la línea horizontal del Kongo cosmogram, la cual es un límite entre el reino de los vivos y el reino de los muertos. Colocando cochas marinas en las tumbas, los Afroamericanos estaban creando una barrera entre los que recién habían fallecido y los vivos, manteniendo su espíritu en el reino de los muertos, perteneciente al Kongo cosmogram. La práctica de colocar conchas marinas arriba de las tumbas en cementerios Afroamericanos continuó  más allá de la década de los 50s, y se encontró en Archer, Florida. Investigadores encontraron otras prácticas funerarias continuas en cementerios afro en Florida. En la región Kongo, la gente Bakongo ponía objetos rotos arriba de las tumbas para que de esa manera los recién fallecido pudieran viajar a la tierra de los muertos. Los elementos rotos representan que la conexión de la persona al mundo de los vivos se rompe cuando muere, entonces necesita volver al mundo de los muertos. Esta práctica fue encontrada en cementerios afro en Florida entre los Gullah Geechee, que son las personas que habitan Sea Islands en Estados Unidos. Las prácticas conjuro de los Afroamericanos en Georgia fueron influenciadas por los Bakongo y otros grupos étnicos de África Occidental cuando un barco de esclavos del Wanderer importo ilegalmente 409 esclavos Africanos a Jekyll Island, Georgia en 1858.
Historiadores de la Universidad del Sur de Illinois en Africana, en el departamento de Estudios Africanos documentaron que acerca de 20 palabras del lenguaje Kikongo están en el lenguaje Gullah. Esas pocas palabras indican la continuidad de las tradiciones Africanas en Hoodoo y conjuro. Esas pocas palabras tienen significados espirituales. En África Central,espiritualmente, sacerdotes  y curanderos   son llamados Nganga. En el Lowcountry de Carolina del Sur entre los Gullah un mago es llamado Nganga. Algunas palabras Kikongo tienen una "N"  "M" al principio. Como sea, cuando las personas Bantú-Kongo fueron esclavizadas en Carolina del Sur las letras "N" y "M" se eliminaron de algunos nombres. Por ejemplo, En África Central la palabra espiritual  para referirse a la madre  es Mama Mbondo. En Lowcountry, Carolina del Sur, en comunidades Afroamericanas la palabra espiritual para referirse a la madres es Mama Bondo. Para agregar, durante la esclavitud, en Charleston Carolina del Sur,  se documentó que había una comunidad de esclavos que hablaba Kikongo.
Un profesor de la universidad de Yale, el Doctor Robert Farris Thompson hizo investigaciones académicas en África y en los Estados Unidos y rastreó los orígenes de Hoodoo (conjuro afroamericano) hasta el pueblo Bantú-Kongo de África Central en su libro Flash of the Spirit: African & Afro-American Art & Philosophy. Thompson es un historiador de arte africana y a través de su estudio de arte africana encontró orígenes de prácticas espirituales afroamericanas de ciertas regiones de África. El historiador académico Albert J. Raboteau en su libro, Slave Religion: The "Invisible Institution" in the Antebellum South, marcó los orígenes de Hoodoo (conjuro, rootwork) practicado desde los Estados Unidos hasta el oeste y centro de África. Esos orígenes desarrollaron una cultura de esclavos en los Estados Unidos que fue social, espiritual y religiosa.

### Influencia de África Occidental

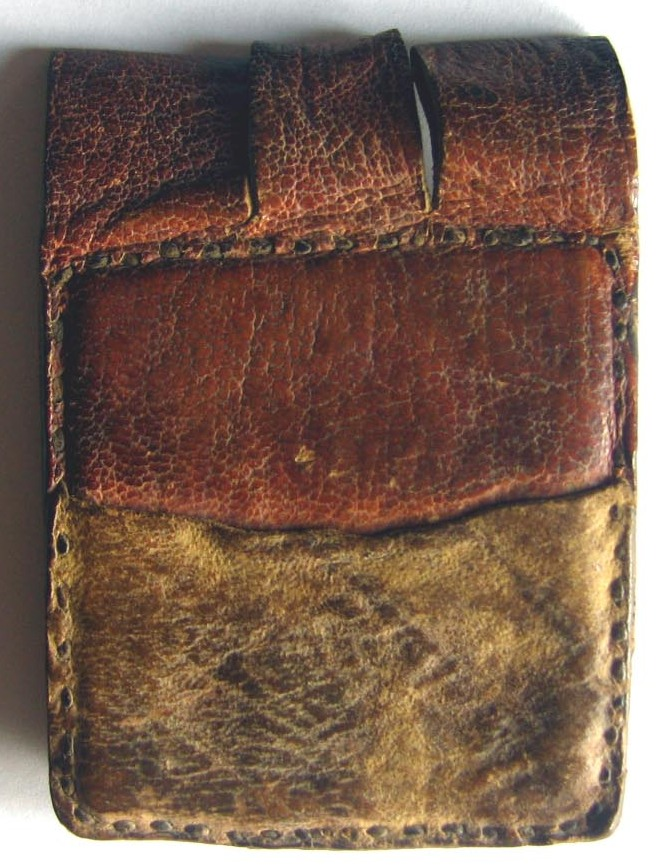
Una bolsa gris-gris de África occidental, el origen de la bolsa mojo (bolsa de conjurar) en Hoodoo

Otro origen africano de Hoodoo es la mojo bag. La mojo bag en Hoodoo tiene orígenes del Oeste y Centro de África. La palabra mojo proviene de la palabra de África del oeste "mojuba". Mojo bag también son llamadas gris gris bag, toby, conjure bag, y mojo hand. Otra influencia en Hoodoo de África O este es el Islam. Como resultado del tráfico trasatlántico de esclavos, algunos musulmanes de África del Oeste que practican el Islam fueron esclavizados en los Estados Unidos. Antes de su llegada al sur de Estados Unidos, musulmanes de África del Oeste mezclaron creencias islámicas con prácticas espirituales del oeste de África. En plantaciones al sur de los Estados Unidos Musulmanes esclavizadas de África Occidental mantuvieron algo de su cultura islámica tradicional. Practicaban oraciones islámicas, llevaban turbantes y los hombres vestían los tradicionales pantalones de pierna ancha. Algunos musulmanes de África occidental esclavizados practicaban Hoodoo. En vez de utilizar oraciones cristianas para hacer encantos, usaban oraciones islámicas. El atuendo islámico de los médicos conjurados musulmanes negros esclavizados era diferente al de los otros esclavos, lo que hacia fácil identificarlos y pedir servicios de conjuro con respecto a la protección de propietarios de esclavos. Los Mandingo (Mandinga) fueron el primer grupo étnico musulmán importados desde Sierra Leona, en África Oeste, hacia Estados Unidos. La gente Mandingo fue conocida por sus poderosas bolsas conjuro llamadas gris-gris (después llamada bolsa mojo en Estados Unidos). Algunas personas de la tribu Mandingo pudieron llevar sus bolsas gris-gris cuando abordaron el barco de esclavos hacia las llamadas "Américas", de esa manera, pudieron traer sus tradiciones. Las personas esclavizadas asistían con musulmanes negros esclavizados por servicios de conjuro pidiendo que les hagan una bolsa gris-gris (bolsas mojo) para protección contra la esclavitud.
Los orígenes yoruba de África Occidental están evidenciados en Hoodoo. Por ejemplo, la entidad embaucadora yoruba llamada  Eshu-Elegba reside en la encrucijada, y la gente Yoruba deja ofrendas para Eshu-Elegba en el cruce. El cruce tiene un poder espiritual en Hoodoo y los rutuales son presentados allí, donde hay un espíritu al cual son entregadas las ofrendas. Sin embargo, el nombre de dicho espíritu no es Eshu-Elegba, porque muchos de los nombre Africanos de las deidades se perdieron durante la esclavitud, pero la creencia de que el espíritu reside en la encrucijada y que se le deberían dar ofrendas proviene de África del Oeste. El espíritu Yoruba Eshu-Elegba se convirtió en el hombre de la encrucijada en Hoodoo. El folklorista Newbell Niles Puckett, gravó un sinnúmero de rituales de cruce de caminos en Hoodoo pertenecientes a Afro  Americanos en el Sur y explicó su significado. Puckett escribió.. "Posiblemente esta costumbre de sacrificar en la encrucijada se debe a que la idea de que los espíritus, como hombres, viajan por las carreteras y será más probable dar con la ofrenda en la encrucijada que en cualquier otra parte. Además de dejar ofrendas y presentar rituales en la encrucijada, a veces los trabajos espirituales o hechizos son dejados en el cruce para remover energías no deseadas.
En  Annapolis, Maryland, arqueólogos descubrieron evidencia de prácticas de África del Oeste y África Central. Un ramo espiritual Hoodoo que contenía uñas, una hacha de piedra y otros elementos, fue hallado incrustado cuatro pies en las calles de Maryland, cerca de la capital. La hacha hallada dentro del manojo mostraba una conexión cultural con la deidad Yoruba Chango.Chango era (y es) un Orisha temido en Yorubalandia, porque está asociado con los rayos y truenos; y el miedo y respeto hacia los rayos y truenos permanecía en la comunidad afroamericana. El Folklorista Puckett escribió..."el trueno denota a un creador enojado" Puckett grabó un sinnúmero de creencias rodeadas por el miedo y respeto por los truenos y rayos en la comunidad afroamericana. En Hoodoo, los objetos golpeados por los rayos tienen un gran poder. Sin embargo, el nombre "Chango" y los nombres de otras deidades afroamericanas se perdieron durante la esclavitud. Por lo tanto, el nombre "Chango" no existe en Hoodoo pero si el nombre "Dios del Trueno". Personas negras esclavizadas y libres en New York fueron conocidas entre blancos del área por hacer juramentos a los rayos y truenos. Durante la conspiración de esclavos en 1741 en Nueva York, los hombres afroamericanos hicieron un juramento a los rayos y truenos.

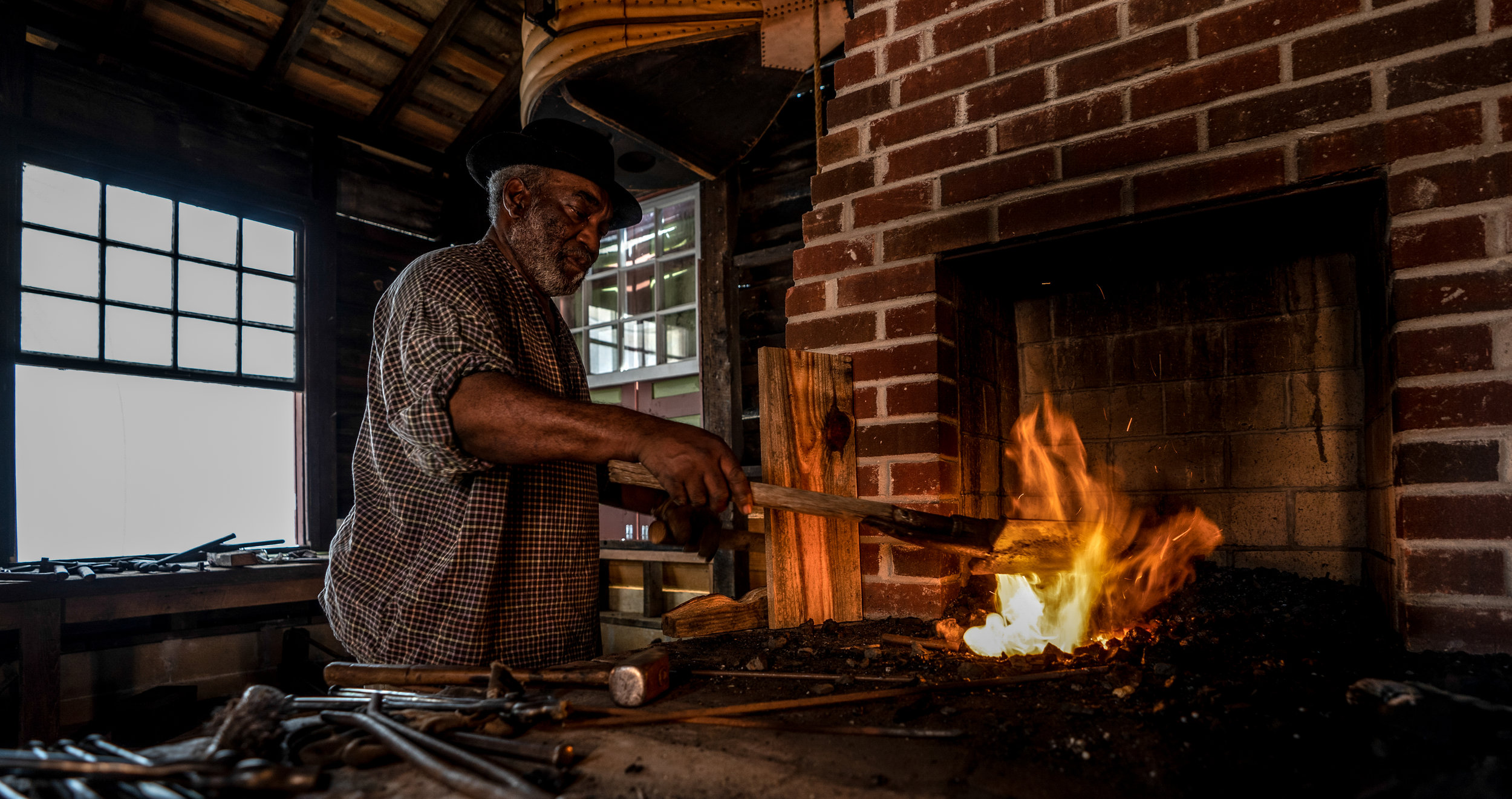
Los herreros son respetados en las comunidades negras debido a sus conocimientos de los misterios del metal y sus propiedades espirituales.

Otra influencia Yoruba en Hoodoo es el uso del hierro. Las herraduras de los caballos son hechas de dicho metal. En África del Oeste, Los herreros son respetados porque están conectados con el espíritu del hierro. Entre los Yoruba, el espíritu Orisha Oggun corresponde al hierro siendo llamado "dios del hierro". La gente de África del Oeste esclavizada en los Estados Unidos mantenían respeto hacia herreros en las plantaciones y le daban cierto reconocimiento al hierro. Las herraduras son hechas de metal y se utilizan en Hoodoo como amuleto de protección.
En Maryland arqueólogos desenterraron en la Casa Wye artefactos relacionados con creencias espirituales Yoruba y prácticas en reverencia a Oggun, Por lo cual, los Afroamericanos incorporan herraduras y herramientas de metal en Hoodoo, porque el espíritu que corresponde al metal puede ser invocado para protección contra daño físico y psicológico. Las influencias culturales de Yoruba de mantuvieron en Hoodoo, pero los nombres y símbolos de los espíritus Orisha no están presentes porque mucha información se perdió durante la esclavitud; Por lo tanto, solo los elementos naturales que corresponden a cada Orisha permanecen. Adicionalmente, el la plantación Kingsmill en Williamsburg, Virginia, herreros esclavizados crearon cucharas que, según historiadores; tienen tallados símbolos de África Occidental que tienen un significado cosmológico espiritual. En Alexandria, Virginia historiadores encontraron en una cabina de esclavos una figura de hierro forgado hecha por herreros esclavizados en el siglo 18, muy similar a estatuas de Oggun hechas por herreros de las tribus Edo, Fon, Mande y Yoruba en África Occidental. Los Herreros de África del Oeste esclavizados en los Estados Unidos fueron altamente respetados y temidos por personas negras esclavizadas porque ellos tenían la habilidad de forjar armas.Gabriel Prosser fue un afroamericano esclavizado en Richmond, Virginia y fue herrero. En 1800, Gabriel Prosser planeó una revuelta de esclavos en Virginia. Historiadores afirman que Prosser fue el líder de la revuelta ya que el era herrero, y las personas esclavizadas respetaban y temían a los herreros debido a su habilidad de forjar armas y su conexión con el espíritu del hierro. Prosser y otros herreros esclavizados hicieron armas para la rebelión, pero la revuelta nunca sucedió porque dos esclavos informaron a las autoridades.

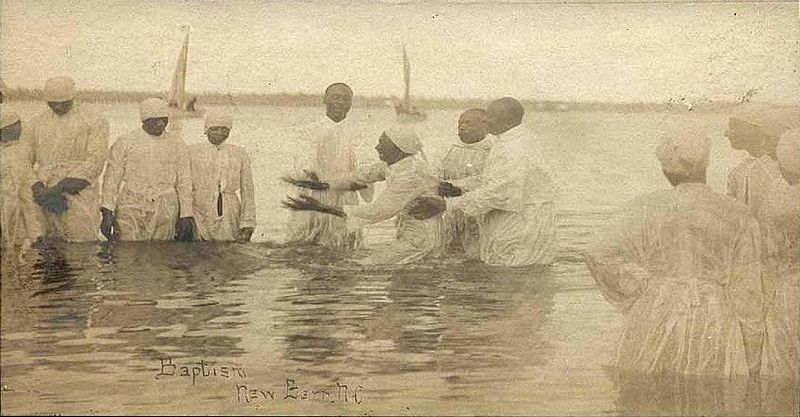
Algunos afroamericanos oraban a los espíritus africanos del agua cuando bautizaban a los miembros de la iglesia.

Hoodoo también tiene orígenes Vudú. Por ejemplo, el ingrediente principal usado en el polvo de goofer es la piel de serpiente. Las serpientes, son veneradas en prácticas espirituales de África Occidental, porque representan divinidad. El espíritu del agua Vudú de África Occidental Mami Wata sostiene una serpiente en una mano. Esta reverencia por las serpientes llegó de los Estados Unidos durante la trata de esclavos y en Hoodoo, la piel de serpiente es usada en la preparación de polvos conjuro. Puckett explicó que el origen de la reverencia hacia las serpientes en Hoodoo, se origina en el honor a la serpiente en la tradición Vudú de África Occidental. Esto fue documentado por un esclavo granjero en Misuri, donde brujos agarraban serpientes y ranas disecadas y las molían en polvo para hechizar a la gente. Un brujo conjurador, hizo polvo de una serpiente y una rana disecada, lo puso en un frasco y lo enterró bajo los escalones de la casa con el objetivo de hechizar a la persona. Cuando el individuo objetivo bajaba las escaleras sentía dolor en sus piernas. Las serpientes en Hoodoo son usadas para curaciones, protección y para maldecir a la gente. Los espíritus del agua, llamados Simbi también son venerados en Hoodoo, lo cual viene de prácticas espirituales de África Occidental y África Central. Cuando los africanos fueron traídos a Estados Unidos para ser esclavizados, ellos mezclaron prácticas espirituales africanas con prácticas bautismales cristianas. Esclavos africanos rezaban a los espíritus del agua y no al Dios cristiano cuando bautizaron a los miembros de la iglesia. Algunos afroamericanos rezaban a los espíritus del agua Simbi durante servicios bautismales.

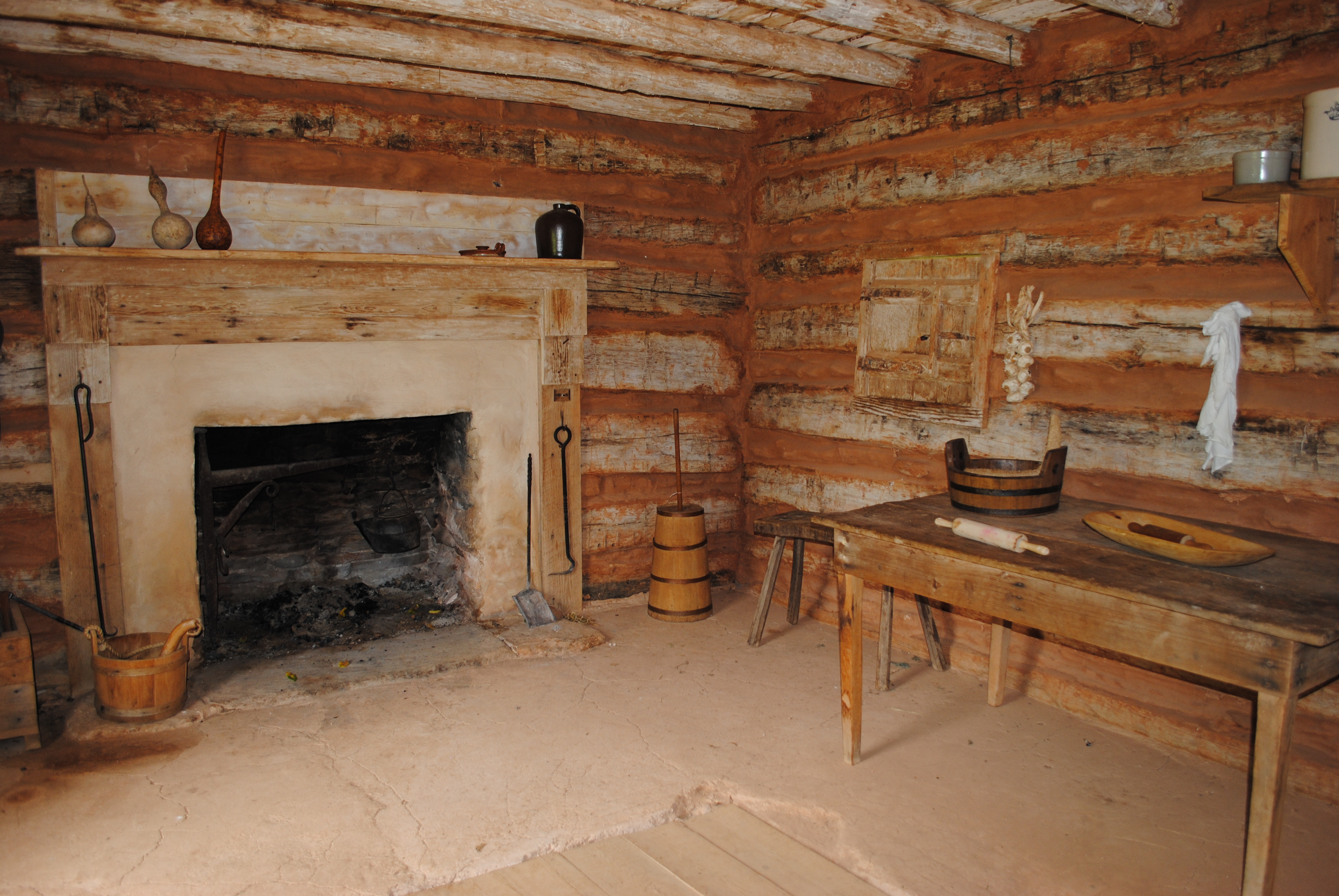
Artefactos Hoodoo y evidencias de rituales Hoodoo fueron encontrados dentro de cabañas de esclavos en los Estados Unidos.

Los orígenes Igbo de África Occidental también se evidencian en Hoodoo. Ambrose Madison, un plantador prominente en la Virginia colonial y abuelo del expresidente de Estados Unidos James Madison, murió en su plantación (Mount Pleasant, después renombrada Montpelier) como resultado de una enfermedad desconocida. De acuerdo con investigaciones del historiador Douglass Chambers, la familia de Ambrose Madison cría que el fue envenenado por tres de sus esclavos Igbo. La evidencia de que los esclavos Igbo envenenaron a Madison es limitada, sin embargo, el libro ofrece un poco de información sobre personas Igbo en Virginia. De acuerdo con estudios académicos, la mayoría de personas importadas desde África Occidental a Virginia durante la trata de esclavos eran Igbo. La práctica espiritual del pueblo Igbo es llamada Odinani que fue traída a los Estados Unidos durante la trata trasatlántica de esclavos. Las personas Igbo tienen su propio conocimiento de hierbas y prácticas espirituales que dio forma al Hoodoo en los Estados Unidos. La comunicación con los ancestros es una práctica importante en Hoodoo que se originó de África Occidental y África Central. El pueblo Igbo creen que los miembros de la familia pueden reencarnar en la línea familiar. Para garantizar este proceso, se realizan las ceremonias de entierro adecuadas. La gente Igbo y otros grupos étnicos en África Occidental tienen dos entierros para los miembros de su familia; uno físico y otro espiritual. Las ceremonias de entierro de los Afroamericanos fueron influenciados por la cultura del pueblo Igbo quienes creen en el cuidado y respeto por los muertos y los ancestros. Si a los miembros de la familia no se le dio un entierro apropiado, el alma sufrirá en la vida futura. Afroamericanos en Virginia practican las dos ceremonias de entierro de sus muertos que fue influenciada por la gente Igbo. El primer entierro es colocar el cuerpo en la tumba y el segundo entierro es espiritual, que envuelve celebrar la vida de la persona después de la muerte y lamentar la pérdida. Estas prácticas aseguraron que los familiares regresarían al reino ancestral o reencarnarían de nuevo en la familia.
Las prácticas Hoodoo también incluyen como los afroamericanos enterraban a sus muertos. El vertido de libaciones sobre la tumba de un ancestro a un miembro de la familia recién fallecido, es una manera de honrar y elevar su espíritu. Esta práctica se hace en Virginia y otras comunidades afroamericanas originarias de África Occidental. En otras prácticas espirituales de afroamericanos en Virginia se puede rastrear a la gente Igbo. El conjuro (Hoodoo) prácticas de curanderos negros en Virginia fueron documentados en narrativas esclavistas. Por ejemplo, algunos doctores conjuro negros usaban bastones de conjuro para contactar espíritus. El bastón conjuro documentado en Virginia tenía una serpiente envuelta alrededor. En Virginia, curanderos negros y carpinteros tallaron serpientes en sus bastones. Algunos afroamericanos en Virginia son descendientes del pueblo Igbo y sus prácticas conjuro son similares. por ejemplo, las pintones (serpientes) son veneradas entre la gente Igbo porque son mensajeras de Dios y representan la divinidad. Esta reverencia a las serpientes entre los Igbo fue llevada a Virginia durante el tráfico trasatlántico de esclavos. Otras prácticas conjuro que rastrean al pueblo Igbo es la práctica de enterrar jarros y otros elementos para causar desgracia a las personas. Todo lo que la persona tenía que hacer era caminar encima de esta y la magia causaba un efecto negativo en sus vidas. Esta práctica también fue encontrada en otras partes de África.

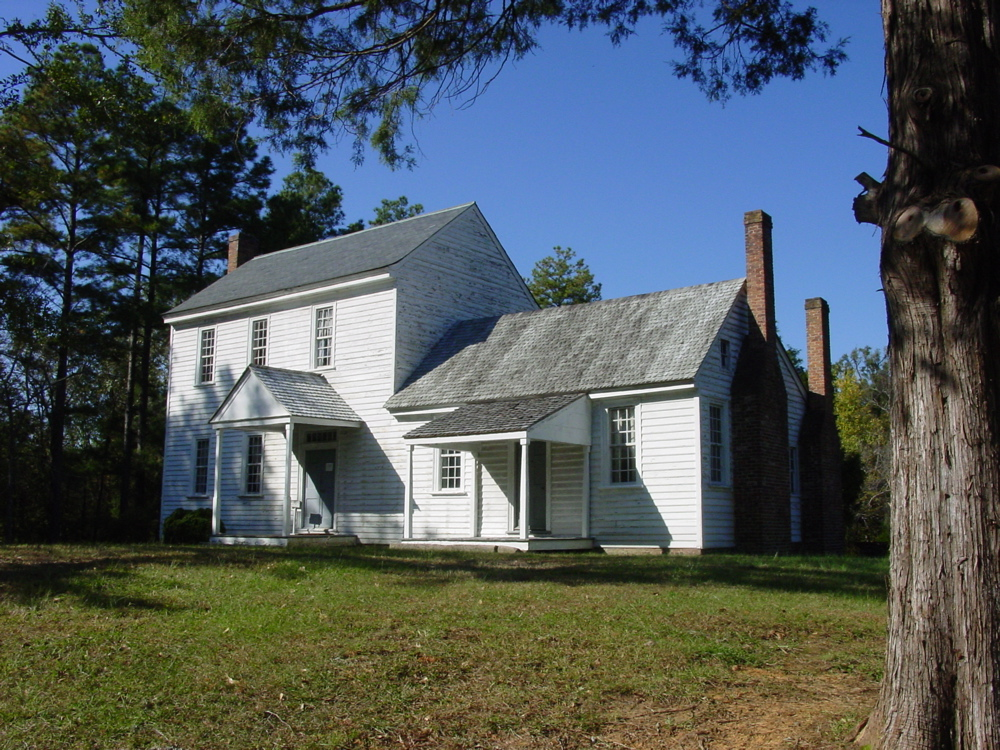
Se encontró un palo de Hoodoo entre las paredes de la Casa Bennehan para maldecir (hechizar) a la familia.

En la plantación Stagville, localizada en el condado de Durham, en Carolina del Norte, arqueólogos encontraron artefactos hechos por esclavos afroamericanos vinculados a prácticas espirituales de África Occidental. Los artefactos encontrados fueron palo de zahorí, bastón y conchas de cauri. Los dueños de La plantación Stagville fue una familia rica esclavista llamados la familia Bennehan; ellos esclavizaron a 900 afroamericanos. Stagville fue una de las plantaciones más grandes en el Sur de Estados Unidos. Dentro de la casa Bennehan, un bastón fue encontrado entre las paredes para maldecir a la familia. Una persona esclavizada secretamente colocó un bastón para poner espíritus en sus esclavistas, poniendo una maldición en la familia por haberlos esclavizado. El bastón fue tallado en una imagen de un espíritu serpiente (deidad) de África Occidental llamado Damballa.En África centro-occidental y en las comunidades afroamericanas solo iniciados entrenados en los secretos de serpientes y espíritus se les permitía tener un palo de magia. Esos palos curaban enfermedades, y el espíritu del palo de magia podía advertir al conjurador el peligro inminente. En el sitio fueron encontradas conchas y fueron usadas por afroamericanos esclavizados para conectar con espíritus del agua "para asegurar guía espiritual sobre cuerpos de agua". En África del Oeste las conchas fueron usadas como moneda y corresponden a los espíritus africanos del agua. Otras supervivencias culturales africanas entre la gente Gullah es ponerle a sus hijos nombres africanos. Lingüísticos notaron idénticos o similares en la Nación Gullah Geechee que se puede rastrear en Sierra Leona, un país en África Occidental. Algunos afroamericanos en Carolina del Sur y Georgia continúan poniendo nombres africanos a sus hijos. Estos se hace por razones culturales y espirituales. La razón espiritual es para que sus ancestros le provean a sus hijos poderes espirituales y protección espiritual. La razón cultural es para que sus hijos sepan la región de África de donde vienen sus ancestros.
La práctica de tallar serpientes en "palos de conjuro" para eliminar maldiciones, espíritus malignos y traer sanación, se encontró en comunidades afro en Islas del Mar entre el pueblo Gullah Geechee La reverencia a serpientes en el Hoodoo afroamericano se originó de sociedades de África Occidental. Otra práctica en Hoodoo que tiene sus orígenes de África Occidental es humedecer bolsitas de conjurar y bolas de la suerte con whisky (ron). Se cree que las bolsas conjuro y las bolas de la suerte tienen un espíritu y para mantenerlo vivo, los conjuradores lo humedecen con whisky una vez a la semana. Dicha práctica tiene sus raíces en Guinea, Costa de África. La práctica de la magia de huellas de pies tiene sus orígenes en Ghana. Se utiliza la huella del pie de una persona para alejar a alguien, mezclando la huella del pie con hierbas, raíces e insectos; ingredientes específicos usados en Hoodoo para enviar lejos a alguien, y moler hasta convertirlo en polvo y colocar el polvo en un recipiente y tirarlo en un río que fluye y sale del pueblo, y en unos días la persona abandonara el poblado. Entre la gente Tshi en Ghana, la posesión espiritual no se limita a las personas, objetos animados e inanimados pueden ser poseídos por espíritus. Esta misma creencia entre los negros del sur fue documentada por el folklorista Puckett.

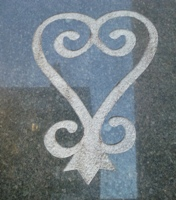
Se grabó un símbolo de Sankofa en el muro conmemorativo del Monumento Nacional del Cementerio Africano.

Arqueólogos en Nueva York descubrieron prácticas funerarias continuas de África occidental y central en el bajo Manhattan, en la ciudad de Nueva York la cual ahora es la ubicación de Monumento nacional Cementerio Africano. Arqueólogos e historiadores notaron que alrededor 15,000 africanos  fueron enterrados en una sección del bajo Manhattan llamada "Cementerio de negros". Cerca de 500 artefactos fueron excavados mostrando continuas tradiciones africanas en la comunidad afroamericana de la ciudad de New York. Algunos de los artefactos llegaron de África Occidental. Solo 419 Africanos enterrados fueron exhumados, y a partir de sus descubrimientos, arqueólogos e historiadores encontraron retención cultural africana en las prácticas funerarias de los afroamericanos. En el sitio, fueron encontrados 146 rosarios y nueve dentro de ese número provenían de África Occidental. Los otros rosarios fueron elaborados en Europa pero fueron usados por personas esclavizadas y libres para sus prácticas funerarias incorporando una interpretación espiritual Africana de los rosarios Europeos. Por ejemplo, muchos de los entierros africanos incluían que niños, mujeres y hombres tuvieran rosarios, rosarios de cintura y muñequeras. En la sociedad africana, los rosarios traen protección, salud, fertilidad y salud al que lo lleva puesto. En África Occidental, las mujeres llevan rosarios alrededor de su cintura por cuestión de estética. En el cementerio africano, arqueólogos encontraron rosarios envueltos alrededor de la cintura de los restos enterrados de mujeres afroamericanas esclavizadas. También, alrededor de 200 conchas fueron encontradas con restos africanos. Rosarios, conchas y barras de hierro son asociadas con la deidad Yoruba Olokun un espíritu que posee el mar. Las conchas son asociadas con el agua y ayudan al alma en su transición después de la vida, porque las conchas marinas ayudan al alma a moverse del reino de los vivos al reino de los muertos (ancestros) el cual es asociado con agua. Otros artefactos encontrados en el cementerio africano fueron objetos brillantes y materiales reflectantes. Estos fueron usados por africanos para comunicarse con los espíritus, porque los materiales brillantes y reflectantes podían capturar el "destello del espíritu". Entre los años 1626 y 1660, la mayoría de  africanos importados a la Nueva York colonial provenían de la región de Kongo, Angola;  porque New York fue colonizado por los Holandeses. Historiadores y arqueólogos encontraron artefactos relacionados con Kongo en el cementerio africano, como manojos de minkisi and Nkisi encontrados con los restos africanos. Esos manojos de minkisi and Nkisi se convirtieron en bolsas conjuro en Hoodoo. Después 1679, la mayoría de africanos importados a la nueva York colonial provenían de África Occidental porque el dominio colonial de Nueva York pasó de los holandeses a los ingleses en 1664. Los Africanos occidentales fueron Akan, Fon, Yoruba y otros grupos étnicos. Esos diversos grupos étnicos trajeron sus tradiciones con ellos y adornaron a sus muertos con adornos hechos con materiales americanos pero tenían un diseño y significado africano. Arqueólogos encontraron una práctica funeraria de Gana la cual era una pipa funeraria de barro con diseño ghanés llamada ebua, fue encontrada con restos de mujeres afroamericanas. Además, arqueólogos excavaron bolsas conjuros (bolsas mojo) en el sitio. Los manojos conjuro tenían cristales, raíces, rosarios, plumas, partes de animales y otros elementos para comunicarse con espíritus y para protección. Investigadores sugirieron que otros artefactos encontrados en el sitio conectados a África Occidental, fue el hallazgo de un símbolo de Akan Sankofa encontrado en un ataúd. El símbolo Akan Sankofa Adinkra significa recordar a los ancestros y mirar hacia el futuro sin olvidar el pasado. Además, Las creencias espirituales del África Occidental se mezclaban con la fe cristiana, y personas esclavizadas y libres de África Occidental empezaron sus propias iglesias metodistas episcopales africanas de Sion en la ciudad de Nueva York. El cementerio africano tiene una localidad reservada llamada la Cámara de Libación Ancestral, para personas que presentan ceremonias espirituales para dar respeto por los Africanos libres y esclavizados enterrados en el monumento. Afroamericanos y otras personas con ascendencia africana, continúan viajando a través del país y el mundo hacia el Monumento Nacional Cementerio Africano y presentan ceremonias de libación para honrar a más de 15,000 personas africanas enterradas en la ciudad de Nueva York.
El pueblo Asante en África Occidental también tenían su propio símbolo de la cruz que influyó en la interpretación Afroamericana de la cruz cristiana. La espiritualidad Afroamericana fue influenciada por la cultura del pueblo Asante. Los servicios bautismales de los Afroamericanos durante y después de la esclavitud fueron similares a los de los Asantes, inmersiones en agua en África occidental donde se llama a los espíritus africanos del agua. Los servicios bautismales en África Occidental y Afroamericanos, ambos en las inmersiones en agua llevan ropas blancas y se llevan a cabo en ríos donde los espíritus del agua residen. Sin embargo; en las comunidades negras, las inmersiones en agua fueron una mezcla del cristianismo, Influencia de África Occidental y África Central de los servicios bautismales afroamericanos.

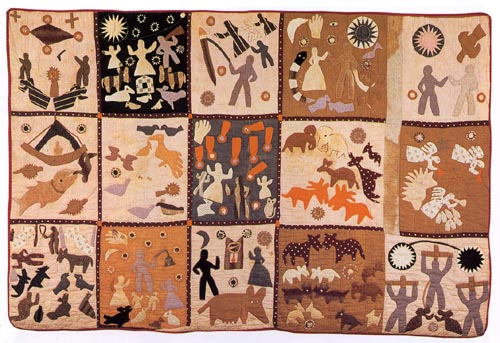
Edredón bíblico, 1898. Harriet Powers cosió imágenes bíblicas y símbolos africanos en sus edredones.

Otras influencias de África Occidental en la espiritualidad Afroamericana se ve en la confección de colchas. Mujeres Afroamericanas hicieron colchas incorporando cruces de África Occidental y la cruz Bakongo del cosmograma Kongo. Por ejemplo, una mujer afroamericana llamada Harriet Powers confeccionó colchas usando el Bakongo y otros símbolos de África Occidental. Una de las colchas de Harriet Powers fue una cruz con cuatro soles mostrando la influencia del cosmograma Kongo en sus edredones. Otros símbolos africanos también fueron vistos en las colchas de Powers. Harriet Powers nació esclava en Georgia en 1837, y los eruditos sugieren que Powers pudo haber sido descendiente de Bakongo o Dahomean. Los edredones afroamericanos están influenciados por la fabricación de edredones estadounidenses y los diseños de África occidental. Los símbolos Adinkra y otros símbolos africanos se cosen en telas con propósitos espirituales. Los tejedores de colchas en las comunidades Afroamericanas cosieron bolsas de mojo y colocaron raíces, huesos y otros artículos dentro de las bolsas para su protección. Otro ejemplo, fue Louiza Francis Combs. Louiza Francis Combs nació en Guinea y llegó a los Estados Unidos en 1860. Sus edredones llevaban rasgos de África Occidental de "un patrón de rayas rojas, retazos y dos amplios paneles asimétricos". Este patrón de diseño es similar a los conceptos religiosos del pueblo Mande donde se cree que los espíritus malignos viajan en un camino recto, y para protegerse de ellos las líneas quebradas y las formas fragmentadas se cosen en telas y edredones. Algunos de los significados de los símbolos Africanos tejidos en las colchas, fueron mantenidos en secreto. Los eruditos sugieren que algunas de las mujeres Afroamericanas quienes hicieron edredones podrían haber estado en una sociedad secreta que conservaba los verdaderos significados espirituales de los símbolos que se ven en sus colchas. Solo las principiantes haciendo colchas recibían los significados espirituales de los símbolos Africanos. Algunos de los símbolos mencionan la encrucijada, el cosmograma Kongo y a los ancestros. Ciertos colores son usados en colchas para protegerse del mal e invocar espíritus ancestrales. Eruditos entrevistaron a una tejedora de colchas Afroamericana en Oregón y encontraron inspiración Yoruba en sus edredones. Sus colchas lucían similares a los patrones de regalía de Eggun del pueblo Yoruba en África Occidental, donde ella incorporó "técnicas de rayado que rinden homenaje a sus ancestros"
Influencia haitiana

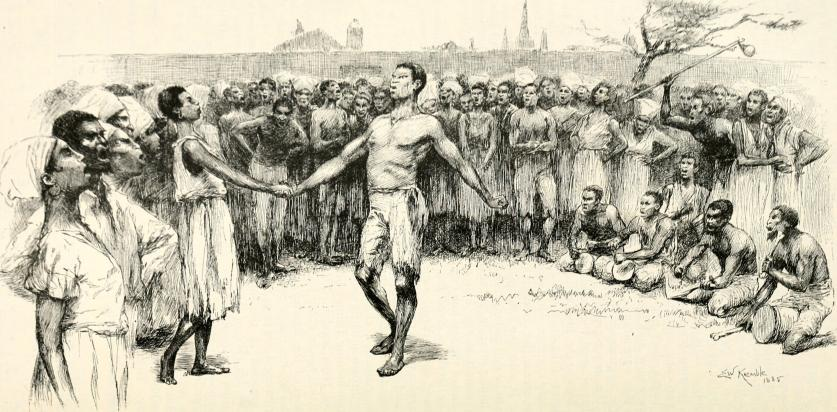
Durante la trata de esclavos, la mayoría de africanos del occidente importados a Nuevo Orleans, Luisiana, eran Bakongo (pueblo Bantú). Esta imagen fue pintada en 1886 y muestra a los afroamericanos en Nueva Orleans presentando danzas africanas en Congo Square. Congo Square fue donde afroamericanos practicaban Vudú y Hoodoo.

Zora Neale Hurston, una antropóloga cultural afroamericana e iniciada en Hoodoo, reportó en su ensayo "Hoodoo en América", que el conjuro tuvo su alto desarrollo a lo largo de la Costa del Golfo, particularmente en Nueva Orleans y sus zonas rurales aledañas. En esas regiones se establecieron inmigrantes haitianos en el momento del derrocamiento del dominio francés en Haití por Toussaint Louverture. Mil trescientos haitianos ( de descendencia africana, junto con sus ex maestros blancos) fueron expulsados y el refugio francés más cercano fue la provincia de Luisiana, la cual luego pasó al control Español. Los haitianos africanos llevaron con ellos sus rituales conjuro modificados por influencias culturales europeas, como el catolicismo. Mientras que algunos conservaron las prácticas del Vudú haitiano otros desarrollaron su propio Hoodoo regional. A diferencia de los esclavos continentales norteamericanos, las personas esclavizadas de las islas caribeñas fueron alentados a sentirse lo más cómodos posible en su esclavitud, y así conservaron más de sus costumbres e idioma de África Occidental. Las prácticas Hoodoo en el Congo Square fueron documentados por el folklorista Puckett. A la media noche, durante la luna oscura los afroamericanos vertían libaciones en las cuatro esquinas del Congo Square. En Nueva Orleans, un afroamericano encontró debajo de su cama una bellota ahuecada con cabello de una persona muerta en su interior, y los cuatro lados de la bellota estaban perforados con cuatro agujeros y dos pequeñas plumas de pollo se dibujaron a través de la bellota que se cruzaron en su interior. Según Puckett, el amuleto de bellota era similar a los amuletos de nueces cortadas hechos por personas en Ghana, país de África occidental.
La revolución haitiana y la magia usada durante inspiraron a otras revueltas de esclavos en los Estados Unidos. Por ejemplo, en 1822 un hombre negro libre llamado Denmark Vesey planeó una revuelta de esclavos en Charleston, Carolina del Sur la cual fue modelada después de la Revolución Haitiana. Denmark Vesey un carpintero y anteriormente esclavo, presuntamente planeó una insurrección de esclavos que coincidiera con el Día Nacional de Francia en Charleston, Carolina del Sur en 1822. Vesey modeló su rebelión después de la exitosa revolución haitiana en 1971. Sus planes requerían que sus seguidores ejecutaran a los esclavizadores blancos, liberar la ciudad de Charleston, y luego navegar a Haití antes de que la estructura del poder blanco pueda tomar represalias. El co-conspirador de Denmark Vesey era un prestidigitador Gullah esclavizado llamado Gullah Jack. Gullah Jack fue conocido por siempre llevar consigo una bolsa conjuro para su protección espiritual. Para la protección espiritual de los esclavos, Gullah Jack les dio instrucciones para una posible revuelta de esclavos planeada por su co- conspirador Denmark Vesey. Gullah Jack les dio instrucciones de comer un puré parecido a la mantequilla de maní, comer harina de maíz tostada y llevan pinzas de cangrejo para su protección. El plan fue liberar a esos esclavos a través de la resistencia armada y el uso del conjuro. Denmark Vesey y Gullah Jack no tuvieron éxito porque sus planes fueron revelados y detenidos. De otras investigaciones históricas y registros, Gullah Jack presentó una ceremonia e hizo comer a los esclavos un ave medio cocida. Una de las personas esclavizadas dijo que no podía hablar acerca de la conspiración ya que Jack limitó su habla con magia. De acuerdo con registros, Jack encantó a los hombres esclavizados para seguir la revuelta.
Desarrollos botánicos

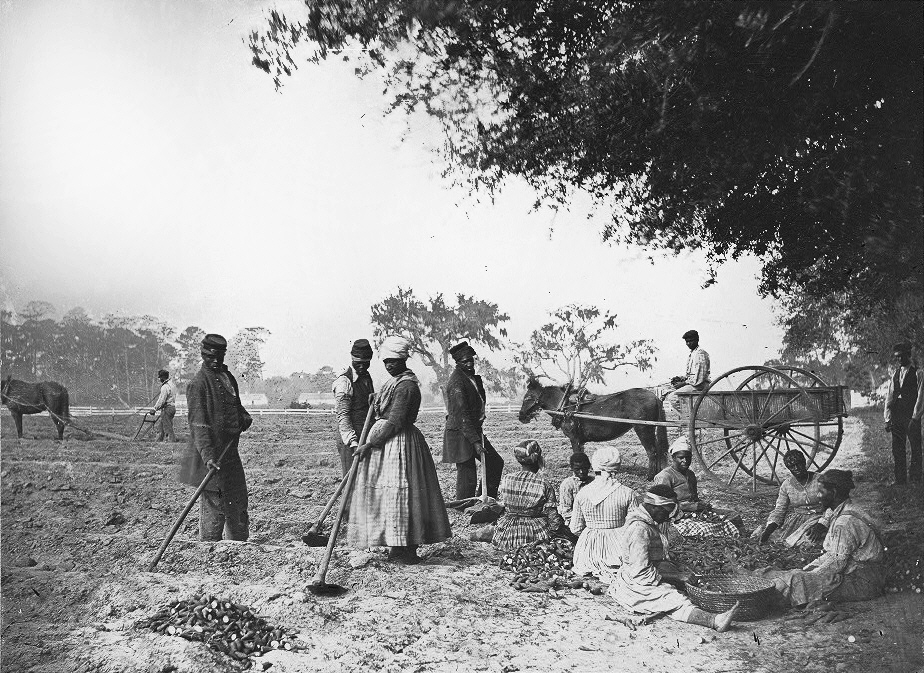
Personas esclavizadas de la plantación de James Hopkinson sembrando papa dulce (camote).

Los Afroamericanos tenían su propio conocimiento de la medicina herbaria que fue llevada desde África Occidental y central hacia Estados Unidos. Los comerciantes de esclavos europeos seleccionaban ciertos grupos étnicos debido a su conocimiento en el cultivo del arroz, para usarlos en las plantaciones de esclavos en los Estados Unidos. La región de África de la que estos grupos étnicos fueron sacados para el cultivo de arroz se llamó "Costa del arroz" compuesta por lo que ahora es Senegal, Sierra Leona y Liberia. Esas zonas eran apropiadas para el cultivo de arroz en África debido a su mayoría de ambientes semi tropicales y los traficantes de esclavos europeos seleccionaron grupos étnicos de esa región y los esclavizaron en Islas del Mar, Estados Unidos; un área con condiciones climáticas similares. Durante la trata trasatlántica de esclavos una gran variedad de plantas africanas fueron llevadas desde África hacia los Estados Unidos para ser cultivadas, incluyendo; okra, sorgo, ñame, sésamo, sandía, frijol de ojos negros y nuez de cola. "Los esclavos de África del Oeste no solo llevaron con ellos conocimientos herbales a través del Atlántico; ellos también importaron semillas. Algunos llevaban collares de semillas de regaliz silvestre como un amuleto para protección. Los capitanes de los barcos negreros usaban usaban raíces nativas para tratar la fiebre que diezmaba su carga humana. Las infernales bodegas de los barcos estaban cubiertas de paja que contenía semillas de hierbas africanas y otras plantas que echaron raíces en el suelo del nuevo mundo." Las plantas africanas llevadas desde África hacia Norteamérica fueron cultivadas por esclavos Afroamericanos para el uso medicinal y espiritual de la comunidad esclavizada, y cultivadas por caucásicos para ganancia económica de los dueños de esclavos. Los afroamericanos mezclaron sus conocimientos herbales traídos desde África con el conocimiento herbal Europeo y Nativo americano. En Hoodoo, usaron las hierbas de diferentes maneras. Por ejemplo, cuando se trataba del uso medicinal de las plantas, los afroamericanos obtuvieron conocimientos medicinales de parte de los Nativo americanos; sin embargo, el uso espiritual de las plantas y la práctica del Hoodoo seguían siendo de origen africano. Personas afroamericanas esclavizadas también usaron su conocimiento herbal para envenenar a sus esclavistas.
Durante la esclavitud, algunas personas afroamericanas esclavizadas sirvieron como doctores comunitarios ara personas blancas y negras, a pesar de que muchos caucásicos eran precavidos con los doctores negros porque algunos esclavos afroamericanos envenenaron a su amos. Esclavos africanos encontraron curas medicinales para enfermedades y venenos de animales, lo que ayudó a blancos y negros estadounidenses durante la esclavitud. Por ejemplo, la medicina tradicional africana resultó beneficiosa durante un brote de viruela en la colonia de Boston, Massachusetts. Una persona esclavizada llamada Onesimo el cual fue esclavizado por Cotton Mather quien fue un ministro en la colonia. Boston estuvo plagado por varios brotes de viruela desde la década de 1690. Onésimo "introdujo la práctica de la inoculación en el Boston colonial" lo que ayudó a reducir la propagación de la viruela en la colonia. Onesimo dijo a Mather que cuando él estaba en África, los africanos presentaban inoculaciones para reducir la expansión de enfermedades en sus sociedades. Un hombre esclavizado obtuvo su libertad cuando descubrió la cura para la mordedura de serpiente usando la medicina herbal.
Las personas esclavizadas afroamericanas trataban más frecuencia sus propios problemas medicinales usando el conocimiento herbal que llevaron con ellos desde África, tanto como algo de conocimiento herbal fue aprendido de Nativo Americanos regionales. A muchos dueños de esclavos les faltaba el conocimiento para tratar las condiciones médicas de sus esclavos, mientras que a otros simplemente nos les importaba. Las leyes aprobadas que impidieron que los afroamericanos esclavizados se brinden atención médica a sí mismos exacerbaron aún más este problema. Los dueños de esclavos aprobaron leyes médicas preventivas para sus esclavos porque temían que estos los envenenaran con sus conocimientos herbales. En 1748, Virginia aprobó una ley para prevenir que los afroamericanos administraran medicamentos, porque las personas caucásicas tenían miedo de que los practicantes populares afroamericanos los envenenaran con sus conocimientos herbales. Sin embargo, algunos caucásicos en Virginia continuaron confiando en los doctores herbales afroamericanos porque sus curas eran mejor que la de los doctores caucásicos. Adicionalmente, en 1749 en Carolina del Sur la asamblea general aprobó una ley que prohibía a  esclavos de practicar la medicina o expedir medicación, lo cual era castigado con pena de muerte. Los esclavistas temían a una posible revuelta de esclavos y ser envenenados por sus esclavos, tanto así que los blancos estadounidenses se rehusaban a permitir el conocimiento médico de las personas esclavizadas afroamericanas. Mucha de la medicina usada por caucásicos eran químicos, mientras que la usada por afroamericanos eran hierbas y raíces que luego convertían en té.

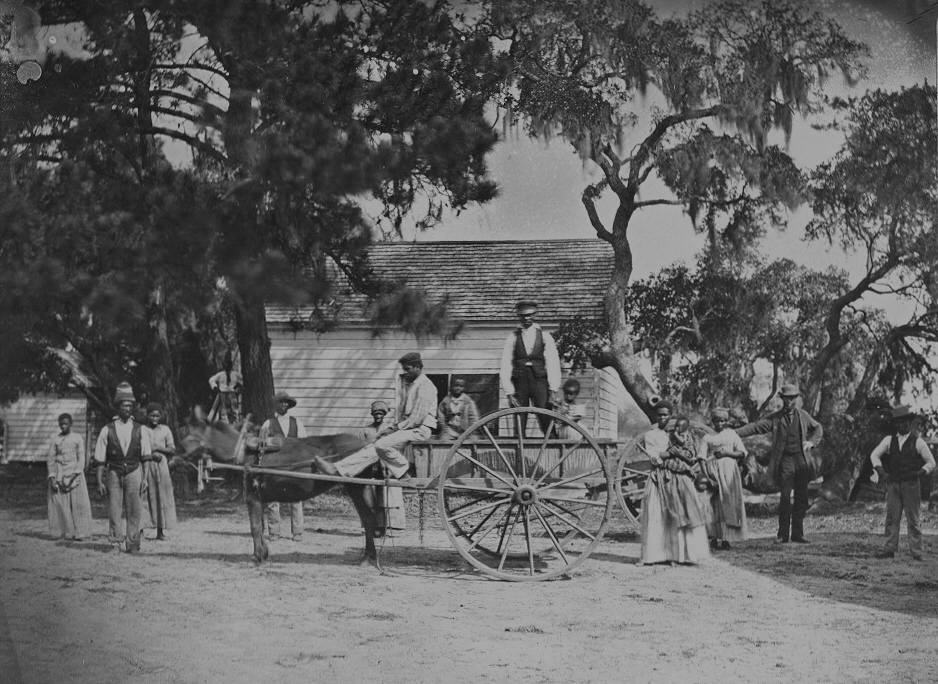
Hoodoo y el trabajo de raíz proporcionaron atención médica a los negros esclavizados y libres, y un sentimiento de comunidad mientras practicaban sus rituales en secreto lejos de los ojos vigilantes de sus esclavistas.

En un relato autobiográfico de 1911, el reverendo Irving E. Lowery, que nació esclavizado en el condado de Sumter, Carolina del Sur, en septiembre de 1850, recordó un incidente en la plantación Frierson donde una mujer esclavizada llamada Mary se creía que había muerto de brujería. El rumor que circulaba era que otra mujer esclavizada llamada Epsey que estaba en otra plantación envenenó a Mary porque estaba celosa de la atención que Mary recibía por parte de un hombre en otra plantación de quien Epsey estaba enamorada. Según el relato escrito de Lowery, se rumoraba que Epsey recibió el veneno de un conjurador esclavizado y secretamente se lo suministró a Mary, la cual murió seis meses después. Lowery escribió que muchas de las prácticas conjuro de las personas negras esclavizadas en el condado de Sumter fueron influencias Vudú de África occidental.
Entre las personas esclavizadas había una creencia espiritual donde se rehusaban a arar un campo en línea recta. Algunas personas esclavizadas creían en el concepto Mandinga de África Occidental de que los espíritus viajan en un camino recto, y para protegerse los espíritus malignos, las personas afroamericanas esclavizadas se negaban a arar los campos en línea recta y así romper las líneas para protección espiritual en contra de espíritus malévolos.
Las mujeres esclavizadas afroamericanas usaban su conocimiento herbal para inducir a abortos espontáneos durante el embarazo para prevenir que los esclavistas se adueñaran de sus niños y prevenir que estos nacieran en el yugo de la esclavitud. En el siglo 19, una mujer negra usaba hierbas como poleo y sen para inducir al aborto. Las personas esclavizadas afroamericanas confiaban en sus doctores, no en médicos blancos, porque las curas de los médicos esclavos eran mejores que las de los médicos blancos. Los afroamericanos esclavos y libres se aprendieron la flora local, y saben que plantas usar para tratar las enfermedades. Los médicos herbales esclavizados eran los doctores principales en las plantaciones de esclavos, y muchos de ellos practicaban el conjuro. Antes y después de la guerra civil, los afroamericanos se adaptaron al entorno y aprendieron de la flora local de las personas indígenas, libros y su estudio de las plantas. Los europeos también llevaron consigo sus plantas hacia los Estados Unidos curas medicinales en América, por los cual los afroamericanos incorporaron hierbas Europeas a su práctica medicinal. El científico agrícola George Washington Carver fue llamado médico de raíces (practicantes del Hoodoo quienes podían tratar enfermedades con plantas) por las personas negras debido a su conocimiento usando plantas para sanar el cuerpo. El doctor Jim Jordan fue el hijo de un granjero esclavizado nacido en Carolina del norte y aprendió Hoodoo y conjuro de su familia, y curó a sus clientes usando trabajo de raíz, también opero una tienda conjuro Hoodoo y se convirtió en multimillonario.

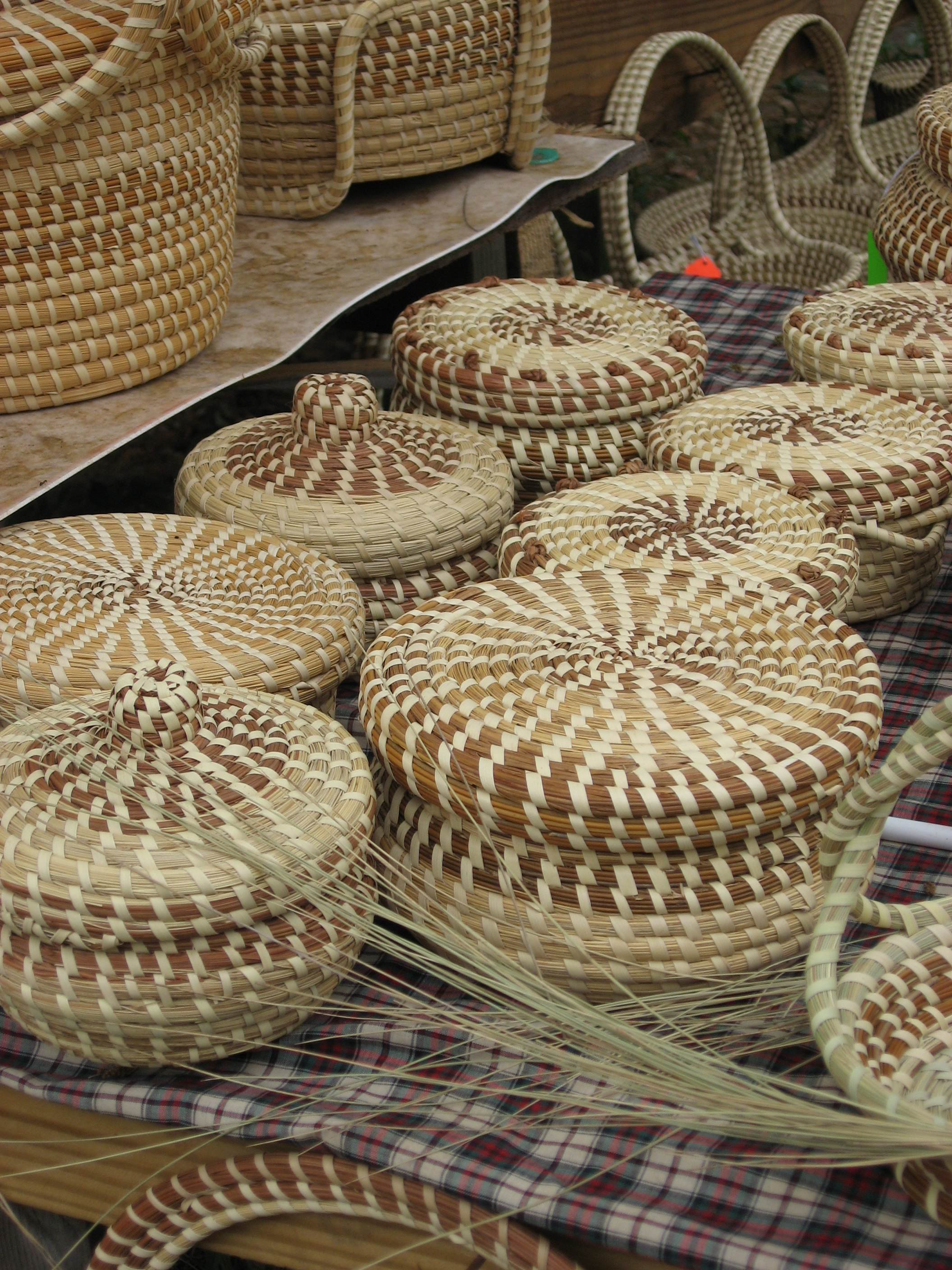
Cestas de hierba dulce en el Camino panorámico nacional de la isla de Edisto. Los diseños y estilos de las cestas de hierba dulce son similares a los realizados en África Occidental.

Zora Neale Hurston condujo una investigación en comunidades afroamericanas y documentó las prácticas herbales de los negros. Los trabajadores de raíz afroamericanos cumplían dos funciones, como médico herbolario o médico conjuro. Los doctores herbolarios afroamericanos usaban su conocimiento en plantas para tratar enfermedades; como enfermedades del corazón, artritis, resfriado, gripe y otras enfermedades. Los doctores conjuro afroamericanos usaban las hierbas para quitar maldiciones, espíritus malignos, y traer buena suerte, a veces  hubo algunos rootworkers afroamericanos que hicieron ambas cosas. Hurston documentó un recolector de hierbas Hoodoo tradicional llamado pantanero. Esta persona recolectaba sus hierbas y raíces de pantanos. Más bien un practicante de Hoodoo sea un pantanero o no, colectar ciertas raíces y hierbas en la naturaleza requiere una oración antes de tomar la raíz o la hierba, una ofrenda a los espíritus de las plantas y una ceremonia. Si hay serpientes que se resguardan en las hierbas y raíces, estas no deberían ser dañadas por el practicante Hoodoo.
Se documentó en una narrativa esclavista de Ohio, que las personas esclavizadas afroamericanas combinaban el conjuro con las curas herbales. Encantos espirituales imbuidos de poder atreves de la oración eran combinados con tés herbales para tratar enfermedades crónicas. En Carolina del Sur, las personas esclavizadas trataban a los gusanos con hierbas de yeso. El reumatismo era tratado masajeando piel de anguila en las áreas afectadas o ingiriendo una decocción de corteza de roble o té de pokeberry. Algunas enfermedades son causadas por brujería y el único remedio es revertir la maldición hacia la persona que la hizo, o limpiarlo con conjuro. La curación tradicional a base de hierbas sigue siendo una práctica continua en la Nación Gullah Geechee. El pueblo Gullah recolecta raíces de sus patios y jardines hacen medicinas para tratar y curar enfermedades. En el noroeste de Misuri, historiadores y antropologuitas entrevistaron a afroamericanos y encontraron tradiciones herbales continuas de usar raíces y hierbas para tratar enfermedades. El conocimiento de como encontrar hierbas en la naturaleza y convertirlas en tés y tónicos, continua en las comunidades afroamericanas. El remedio comúnmente más usado en las comunidades negras del noroeste de Misuri para cuidar y luchar contra el resfriado fue llevar una bolsa pequeña de Ferula assafoedita, la palabra popular es asfidez, una planta familia del hinojo.

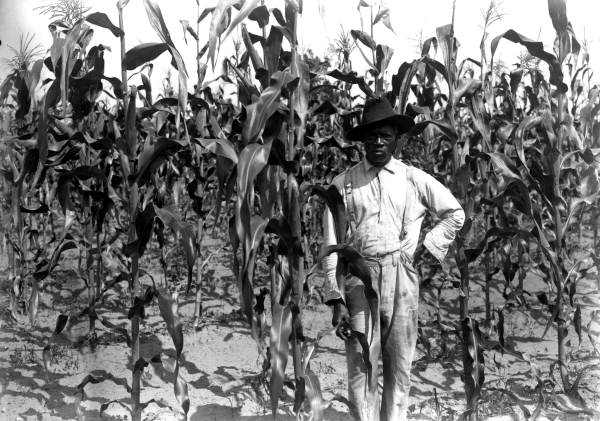
Granjero afroamericano en un campo de maíz; condado de Alachua, Florida, en 1913.

En otras regiones de Sur, los afroamericanos hicieron bolas de asfidez que colocaban alrededor del cuello de los bebes para aliviar el dolor. El interior de la corteza del árbol de haya era hervido en agua para tratar el resfriado y la neumonía. La hoja de laurel era usada por afroamericanos para atraer dinero; lo que hacían era colocar una hoja de laurel junto con un dólar dentro de una cartera y se creía que la persona que lo llevaba siempre iba a atraer dinero. Los granos de café son usados para predecir el futuro. Para causar mal fortuna en la casa de alguna familia, la pimienta de cayena es mezclada con azufre e incienso en cruz y rociada en la casa del objetivo. Para aliviar los callos y callosidades; se hace una pasta de bicarbonato de sodio, aceite de ricino y manteca de cerdo y se envuelve alrededor del área afectada usando un paño. Para curar cortes, los afroamericanos colocaban telarañas y trementina en las heridas. Los cordones de zapato del diablo era puesto en los bolsillos para traer buena suerte y hacer tropezar al diablo. Se cree que colocar un huevo en la mano de una víctima de asesinato cuando está en su ataúd, hará que el asesino se entregue a la policía en tres días. Las semillas de mostaza roseadas alrededor de la cama antes de dormir protegerá a la persona del boo hag de drenar su fuerza vital. Para tratar dolores del corazón, la nuez moscada era molida y mezclada con agua y se bebía una vez a la semana. Para bajar la temperatura del cuerpo la hierba de jimson se ataba alrededor de la cabeza y las orejas. Para tratar el sarampión; las hojas de pino se bebían en té. Para tratar un resfriado común la paja de pino se bebía en té. La sal es usada para prevenir que una persona problemática regrese a tu casa; se tira la sal detrás de la persona mientras ella camina hacia la puerta de salida y esa persona jamás regresará. Para limpiar el alma y el espíritu se toman baños de sal. Para prevenir a los espíritus malignos entrar al hogar, se roseaba azufre alrededor del exterior de la casa. La corteza de un roble rojo se bebía en té para reducir fiebre o escalofríos. El término "smelling" significaba que alguien tenía la capacidad de detectar espíritus por el olor; olor canela, nuez moscada y jengibre significaba que los espíritus estaban presentes. Para aliviar la tos frecuente y el resfriado se agregaba alquitrán líquido al agua. Los autores Pyatt and Johns entrevistaron a rootworkers y practicantes populares en el Sur, encontrando similitudes entre los afroamericanos y los africanos en África occidental en la religión Vudú, con respecto a la creencia en los espíritus y cómo protegerse de los espíritus malignos, y lo tratar enfermedades usando medicina natural fue influenciado por los remedios herbales de los africanos y los nativo americanos.
Las parteras afroamericanas fueron la atención primaria para mujeres negras embarazadas y madres lactantes durante y después de la esclavitud. A mediados del siglo XX, se requirieron licencias para las mujeres que querían convertirse en parteras. Antes de la certificación, las Leyes Jim Crow   prohibía a las mujeres negras entrar a los hospitales que proveían cuidados médicos para las personas blancas. También muchos afroamericanos, no confiaban en los doctores blancos porque se sabía que algunos experimentaban en personas negras. Las parteras afroamericanas proveían cuidados médicos para mujeres negras embarazadas y lactantes en sus comunidades, tratándolas con hierbas medicinales. Además, muchas parteras afroamericanas practicaban Hoodoo. Las prácticas de Hoodoo y parteras se combinaron en las comunidades afroamericanas. Durante los nacimientos, las parteras afroamericanas protegían las casas espiritualmente porque se creía que los espíritus malignos podrían dañar aun espíritu recién nacido que nace en el mundo. Los amuletos protectores eran colocados dentro y fuera de la casa, y las parteras negras oraban por protección protección para la madre y el recién nacido. Después que el bebé nacía, el cordón umbilical llamado por las parteras como "el hilo del ombligo" era quemado o enterrado. El manejo adecuado del cordón umbilical y la placenta, aseguraban que la madre pudiera tener otro bebé. Si esos elementos no eran manejados apropiadamente por las parteras, se creía que la mujer no iba a tener más hijos.

## Cosmología

### Dios
Desde el siglo XIX ha habido una influencia cristiana en el pensamiento Hoodoo. Conjuradores cristianos afroamericanos creían que su divinidad, trucos y sus poderes para sanar y lanzar maleficios provenían de Dios. Esto es particularmente evidente en relación con la providencia de Dios y su rol en la justicia retributiva. Por ejemplo, a pesar de que hay ideas fuertes acerca de Dios versus el mal, maldecir a alguien para causar su muerte quizá no debería ser considerado un acto maligno. Un practicante lo explica de la siguiente manera: 
"En Hoodoo cualquier cosa que se haga es el plan de Dios, entiendes? el tiene que ver con cada cosa que hagas, sea bueno o malo... el tiene algo que ver con eso, es lo que hay... tu, lo entenderás".
Severas tradiciones espirituales africanas reconocían a un ser supremo sin género quien creó el mundo, un ser que no era bueno ni malo y que no se preocupaba por los asuntos de la humanidad. Por eso, se invocaban espíritus menores para obtener ayuda para los problemas de la humanidad.

### Dios como un conjurador

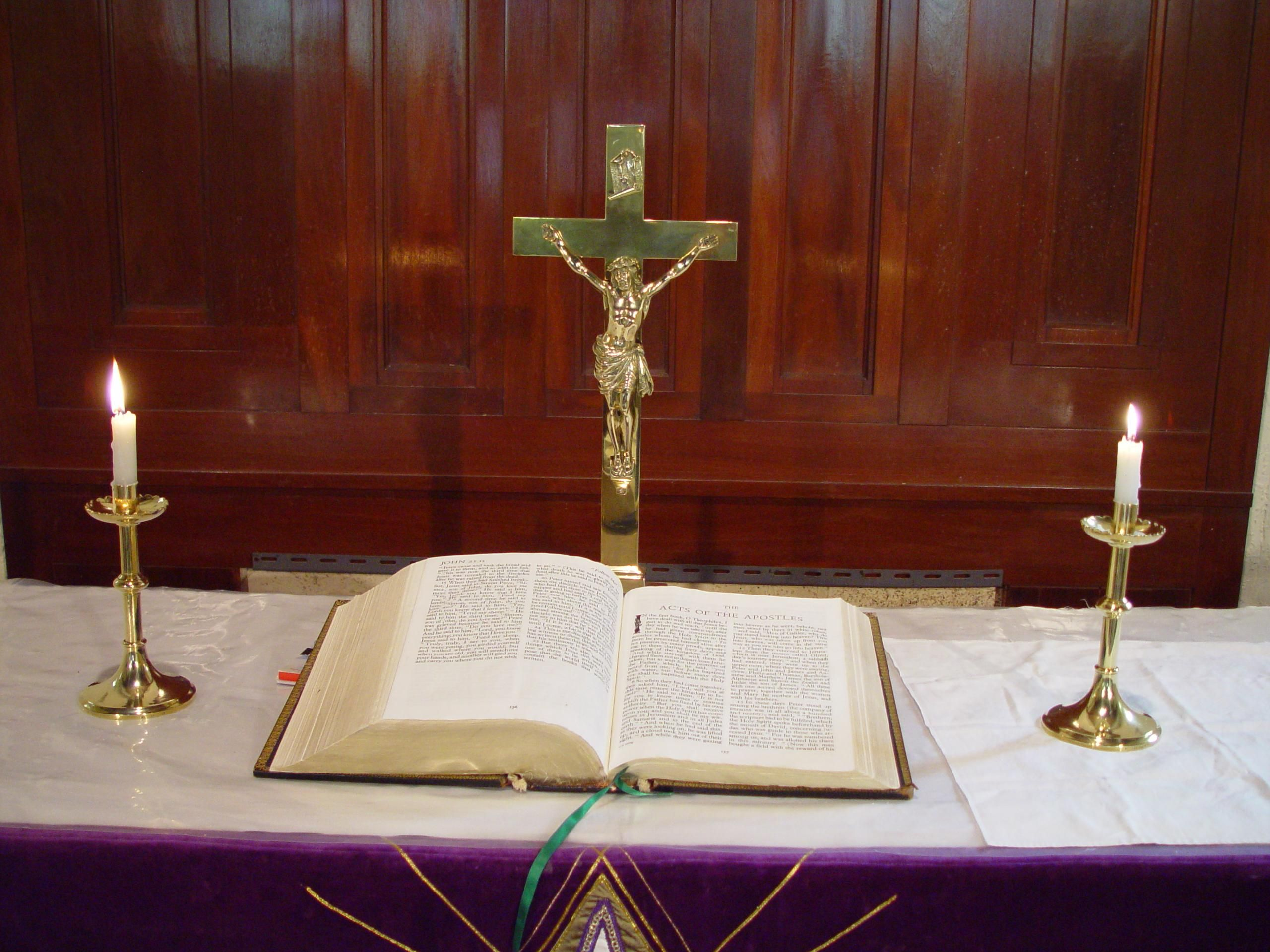
Algunos trabajadores de raíz usan imágenes cristianas en sus altares Hoodoo.

No solo es la providencia de Yahveh un factor en la práctica Hoodoo, pero el pensamiento Hoodoo entiende a la deidad como la arquetípica/o doctor/a Hoodoo. Desde esta perspectiva, figuras bíblicas a menudo se reformulan como médicos Hoodoo y la biblia se convierte en una fuente de hechizos y es, en sí mismo usada como talismán de protección.  Esto se puede entender como una adaptación sincrética por la religión. Al combinar las ideas establecidas por la biblia cristiana, la fe se hace más aceptable. Esto combina las enseñanzas del cristianismo que los Africanos trajeron a América y las creencias tradicionales que trajeron consigo. Esta práctica en Hoodoo de combinar creencias tradicionales africanas con la fe cristiana se define como cristianismo - afro. Afro-cristianismo es el cristianismo desde una perspectiva afroamericana. Durante la esclavitud, Doctores negros Hoodoo esclavizados y libres se identificaban como cristianos y algunos trabajadores de raíz eran pastores. Al identificarse como cristianos, los conjuradores afroamericanos podían esconder sus prácticas Hoodoo en la religión cristiana. Los inicios de la iglesia afroamericana tiene sus raíces en las tradiciones africanas. Cuando los africanos fueron esclavizados en América ellos trajeron sus visones religiosas del mundo consigo, que estaban sincronizadas con el cristianismo. Esas visiones africanas del mundo en iglesias negras son; creer en una deidad suprema, en espíritus ancestrales que se les puede pedir a través de oración para obtener ayuda en la vida, en posesiones espirituales, en imposición de manos para sanar, en formas extáticas de adoración usando tambores con canto y palmas y en respetar y vivir en armonía con la naturaleza y los espíritus que habitan en ella. Por ejemplo, en Hoodoo se puede ordenar a la divinidad que actúe mediante el uso de bolsas de mojo, oraciones, trabajos espirituales, hechizos y trucos. Uno no tiene que esperar en Dios, pero puede ordenar a lo divino que actúe a voluntad mediante el uso de rituales Hoodoo. Esto es lo que hace al cristianismo afroamericana diferente de otras formas del cristianismo. Al ver a Dios de esta manera, las prácticas Hoodoo se conservan dentro y fuera de la iglesia negra. También, fantasmas pueden ser controlados en Hoodoo porque ellos emanan de Dios. Los trabajadores de raíz controlan a los espíritus a través del uso de rituales Hoodoo  al capturar espíritus usando herramientas espirituales usadas en Hoodoo. La diferencia entre el cristianismo afro y el cristianismo europeo - americano es que los espíritus pueden ser controlados al usar ingredientes herbales de la naturaleza, porque las hierbas y la naturaleza tienen un espíritu y si los espíritus de la naturaleza y lo divino pueden ser influenciados, también pueden serlo otros espíritus como los fantasmas.
Durante la década de 1930, algunos observadores de la cristiandad afroamericana (o afro cristianismo) vieron como el servicio religioso de los afroamericanos era similar a las ceremonias Vudú. La posesión durante un servicio bautismal en una iglesia espiritual negra no era diferente a una posesión en una ceremonia Vudú; cosas como los movimientos del cuerpo, balbucear sonidos, voltear los ojos y sacudidas del cuerpo eran similares.
Sin embargo, en iglesias negras se le llama ser tocado por el espíritu santo; en ceremonias Vudú los espíritus africanos montan o poseen a los participantes pero la respuesta a la posesión es la misma.
Los orígenes del afro cristianismo empiezan con el pueblo Bantu-Kongo en África Central. Antes de que el pueblo Bakongo llegara a Estados Unidos y fuera esclavizada en plantaciones, Bakongo (Bantu-kongo) las personas fueron introducidas al cristianismo por misioneros europeos y algunos se convirtieron a la fe cristiana. El símbolo sagrado del pueblo Bantu - Kongo es una cruz llamada cosmograma Kongo la cual es similar a la cruz del cristianismo. Una forma de cristiandad Kongo fue creada en África central. El pueblo Bantu - Kongo combinó las creencias espirituales Kongo con la fe cristiana donde habían espíritus de la naturaleza y espíritus de ancestros muertos. Los conceptos de la cristiandad Kongo entre el pueblo Bakongo fue llevada a Estados Unidos durante la trata transatlántica de esclavos y se convirtió en afro cristianismo entre los afroamericanos, se puede notar en Hoodoo y en algunas iglesias negras. Como resultado, el Hoodoo afroamericano y la afro cristiandad se desarrollaron de manera diferente y no fueron influenciados por el cristianismo europeo - americano como algunos afroamericanos seguían creyendo en los conceptos africanos acerca de la naturaleza de los espíritus y el cosmos proveniente del cosmograma Kongo.
Un escrito publicado en 2013 sobre Hoodoo establece un modelo de origen y desarrollo de Hoodoo. Mojo Workin: El Viejo Sistema Hoodoo Afroamericano por Katrina Hazzard-Donald discute a lo que el autor llama: 
El ARC, o Complejo Religioso Africano, era una colección de ocho rasgos que todas las personas afroamericanas esclavizadas tenían en común, y eran algo familiar para todos los retenidos en los campos de trabajo esclavo agrícola conocidos como plantaciones comunitarias. Aquellos rasgos incluían medicina naturista, reverencia a los ancestros, baile en círculo sagrado en el sentido contrario a las agujas del reloj, sacrificio de sangre, adivinación, fuente sobrenatural de enfermedad, inmersión en agua y posesión espiritual. Estos rasgos permitieron que los africanos culturalmente diversos encontraran un terreno cultural-espiritual común. De acuerdo con la autora, el Hoodoo se desarrolló bajo la influencia de dicho complejo; las divinidades africanas regresaron a sus fuerzas naturales. A diferencia del Caribe y Latinoamérica, donde las divinidades se convirtieron en santos católicos.

### Moisés como conjurador (prestidigitador)

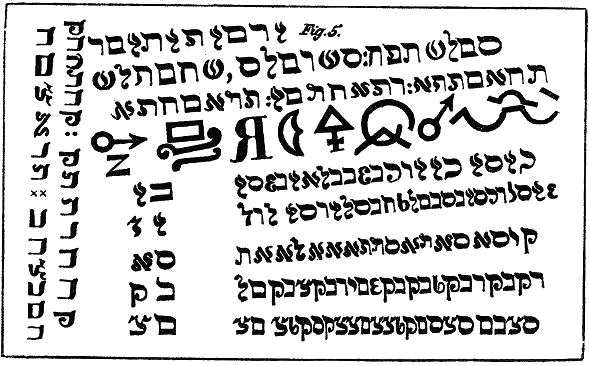
Un sello de los Libros Sexto y Séptimo de Moisés

Los practicantes de Hoodoo a menudo entienden la figura bíblica de Moisés en términos similares. Hurston desarrolló esta idea en su novela "Moisés, hombre de la montaña"; en el cual ella llama a Moisés: "El mejor hombre Hoodoo del mundo" Paralelos obvios entre Moisés y la influencia intencional paranormal (como la magia) aparecen en los relatos bíblicos de su enfrentamiento con el faraón. Moisés conjura o presenta magia (milagros), como convertir su bastón en serpiente. Sin embargo, su mayor hazaña de conjuro fue usar sus poderes para ayudar a liberar a los Hebreos de la esclavitud. Este énfasis en Moisés como prestidigitador condujo a la introducción de la obra seudónima "Sexto y Séptimo Libros de Moisés" en el corpus de la literatura de referencia de Hoodoo. En el siglo 20 el  "Sexto y Séptimo Libros de Moisés" fue impreso a bajo precio y vendido en tiendas espirituales cerca de vecindarios negros y comprado por afroamericanos.

### La Biblia como Talismán de revolución

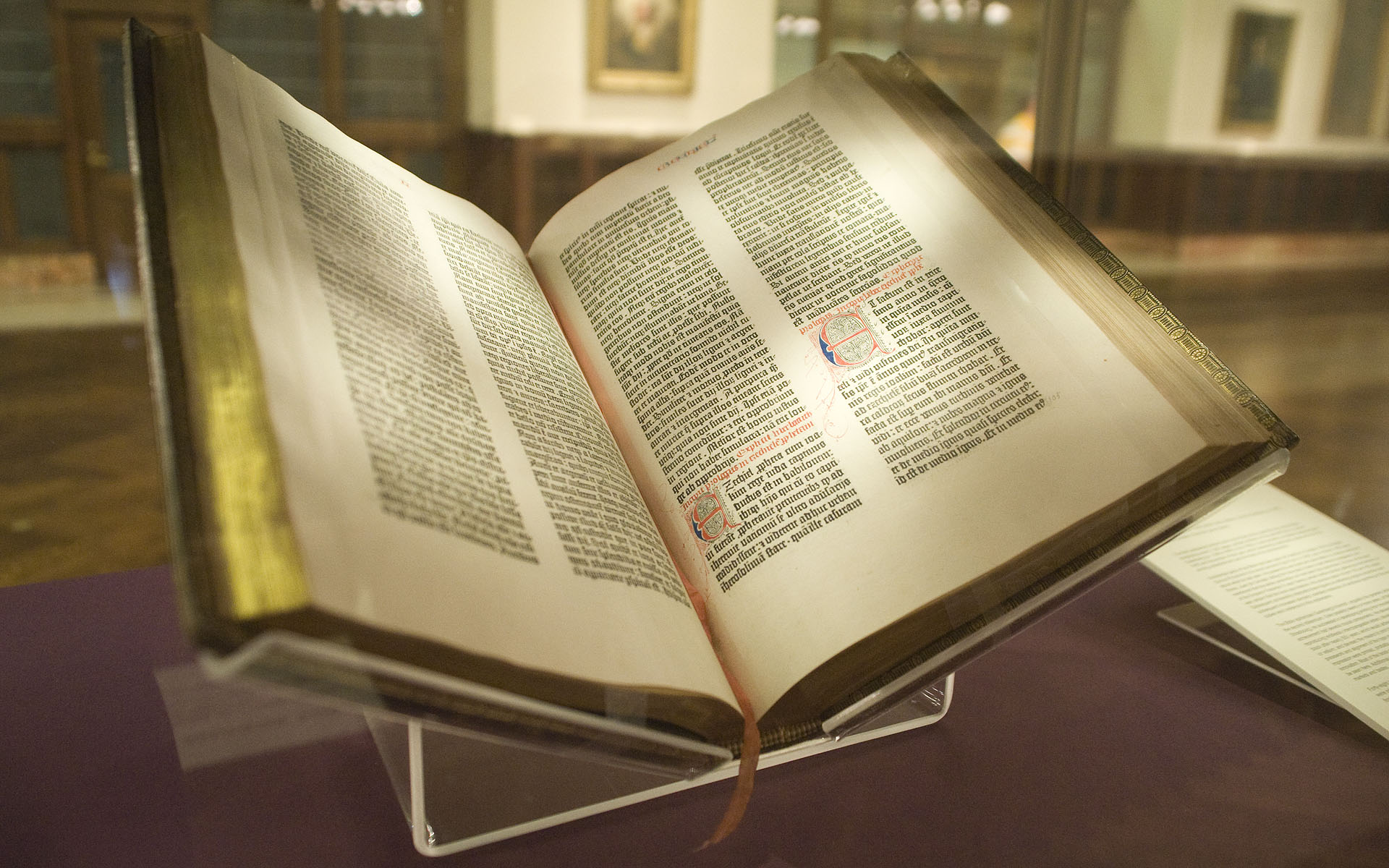
Biblia de Gutenberg, Copia Lenox, Biblioteca Pública de Nueva York, 2009.

En Hoodoo, "todos sostienen que la Biblia es el gran libro mágico del mundo" Esta tiene muchas funciones para el practicante, no el menor de los cuales es una fuente de hechizos. Esto es particularmente evidente dando la importancia del libro de los "Secretos de los Salmos" en la cultura Hoodoo. Este libro provee instrucciones para usar los salmos para cosas como; viajes seguros, dolores de cabeza y relaciones maritales. La biblia, sin embargo, no es solo una fuente de obras espirituales pero en sí misma es un talismán conjurante. Esta se puede llevar a la encrucijada, también llevada para protección o incluso se deja abierta en páginas específicas mientras se enfrenta a direcciones específicas. Este informante provee un ejemplo de ambos usos:
"Siempre que tengo miedo de que alguien me haga daño, leo los 37 Salmos y por eso dejo la Biblia abierta con la cabeza vuelta hacia el este hasta tres días."
El autor, Teofus Harold Smith, explicó en su libro, Conjurando la cultura: formaciones bíblicas en la América negra, que el lugar de la biblia es una herramienta importante en Hoodoo para la liberación espiritual y física de los afroamericanos. La Biblia fue utilizada en la religión de los esclavos como una fórmula mágica que proveía información de como usar hierbas para conjurar y como usar la biblia para conjurar resultados y espíritus específicos para producir cambios en la vida de las personas, la cual es una práctica continua hasta el día de hoy. Los trabajadores de raíz quitan maldiciones leyendo escrituras de la Biblia. Al mismo tiempo así como los trabajadores de raíz pueden deshacer maldiciones leyendo la biblia, así mismo pueden echar maldiciones en las personas con la Biblia.
La gente negra esclavizada y libre usó la Biblia como una herramienta en contra de la esclavitud. La gente libre y esclavizada que podía leer encontraron en la Biblia la historia de los Hebreos en Egipto similar a su situación como gente esclavizada en los Estados Unidos. Los Hebreos en el viejo testamento fuero liberados de la esclavitud en Egipto bajo el liderazgo de Moisés. Claros ejemplos de gente esclavizada y libre usando como una herramienta para liberación fueron en 1822,la revuelta de esclavos de Denmark Vesey en Carolina del Sur y en 1831 la insurrección de Nat Turner en Virginia. Vesey y Turner fueron ministros y utilizaron la fe cristiana para galvanizar a la gente esclavizada a resistir la esclavitud a través de la resistencia armada. En la revuelta de esclavos de Dinamarca, el co-conspirador de Vesey fue un esclavo llamado Gullah, con su nombre de brujo Gullah Jack quien dio a los esclavos instrucciones para trabajar las raíces para sus protección espiritual en caso de una posible revuelta.

Los conjuradores esclavizados y libres fueron los líderes de las revueltas de esclavos en la diáspora africana.

Gullah Jack, quien nació en Angola, mantenía sus prácticas espirituales centroafricanas. Era conocido por llevar con el una bolsa mojo para su protección espiritual. Para la protección espiritual de los esclavos; Gullah Jack les dio instrucciones de trabajos de raíz para una posible revolución de esclavos planeada por su co-conspirador Denmark Vesey. Gullah Jack dio instrucciones a los esclavos de comer un puré parecido a la mantequilla de maní, harina de maíz tostada y llevar consigo tenazas de cangrejo para su protección. El plan era liberar a esas personas esclavizadas atreves de la resistencia armada y el uso del conjuro. Denmark Vesey y Gullah Jack no tuvieron éxito debido a que su plan fue revelado y detenido. De otras investigaciones y grabaciones históricas; Gullah Jack presentó una ceremonia e hizo a los esclavos comer un ave medio cocida. Uno de los esclavos dijo que no podía hablar sobre la conspiración ya que Jack limitó su habla con conjuro. De acuerdo a grabaciones, Jack encantó a hombres esclavizados para seguir la revuelta. Gullah Jack utilizó el conocimiento espiritual que trajo desde Angola e hizo encantos de protección para otras personas esclavizadas.
Gullah Jack y Denmark Vesey asistían a la misma Iglesia Episcopal Metodista Africana en Charleston, Carolina del Sur y así fue como se conocieron. Sin embargo, Nat Turner fue conocido entre los esclavos por tener sueños y visiones que se hacían realidad. En la tradición Hoodoo; los sueños y las visiones vienen de los espíritus, así como los ancestros o el espíritu Santo en el cristianismo. Confiando en los sueños y visiones para inspiración y conocimiento es una práctica africana mezclada con la fe cristiana entre afroamericanos libres y esclavizados. 
Después de la rebelión de Nat Turner, se aprobaron las leyes en Virginia para poner fin a la educación de la gente negra libre y esclavizada, y solo se permitía a los ministros blancos estar presentes en los servicios de la iglesia para gente esclavizada. Estos ministros predicaban la obediencia la esclavitud, mientras los ministros negros libres y esclavizados predicaban resistencia a la esclavitud usando la historia de los Hebreos y Moisés en el antiguo testamento de la biblia. En ambas revueltas; la de Vesey y la de Turner, hubo una mezcla de prácticas espirituales africanas. Ambos usaron la biblia y conjurar junto con esta.
La madre de Nat Turner llegó en un barco de esclavos. Los investigadores aún no han determinado exactamente de que parte de África era. Sin embargo, esta señora tuvo una profunda influencia espiritual en la vida de su hijo. Ella le enseñó acerca de la espiritualidad africana, algo que fue evidente en su vida ya que el solía usar visiones e interpretaciones planetarias de cuerpos celestiales para entender los mensajes de los espíritus. Turner creía que el eclipse solar era un mensaje de Dios para empezar una rebelión esclavista. Estudios académicos de los registros de Virginia sobre la revuelta de esclavos de Nat Turner sugieren que un ritual religioso oculto ungió la incursión de Turner.
Estas prácticas entre la población esclavizada crearon una Iglesia Cristiana Hoodoo o una versión Hoodoonizada de la cristiandad en plantaciones de esclavos, donde las personas esclavizadas se escapaban hacia el bosque en la noche y practicaban una mezcla de espiritualidad africana con cristianismo. Hoodoo contrarrestó el cristianismo europeo-estadounidense cuando los afroamericanos esclavizados reinterpretaron el cristianismo para adaptarlo a su situación en Estados Unidos como esclavos. Por ejemplo, Dios fue como poderoso y su poder podía ayudar a liberar esclavos. Esto creó un a "intuición invisible" en plantaciones de esclavos mientras los africanos esclavizados practicaban el grito del anillo, posesiones de espíritus y rituales de sanación para recibir mensajes espirituales sobre la libertad. Dichas prácticas fueron hechas en secreto lejos de los esclavistas. Esto fue hecho en la iglesia Hoodoo entre las personas esclavizadas. Nat Turner tuvo visiones y presagios los cuales el interpretaba que provenían de los espíritus, los cuales le dijeron que iniciara una revuelta para liberar esclavos de la resistencia armada. Turner combinaba la espiritualidad africana con el cristianismo.

### Conjurando el espíritu de Juan el conquistador

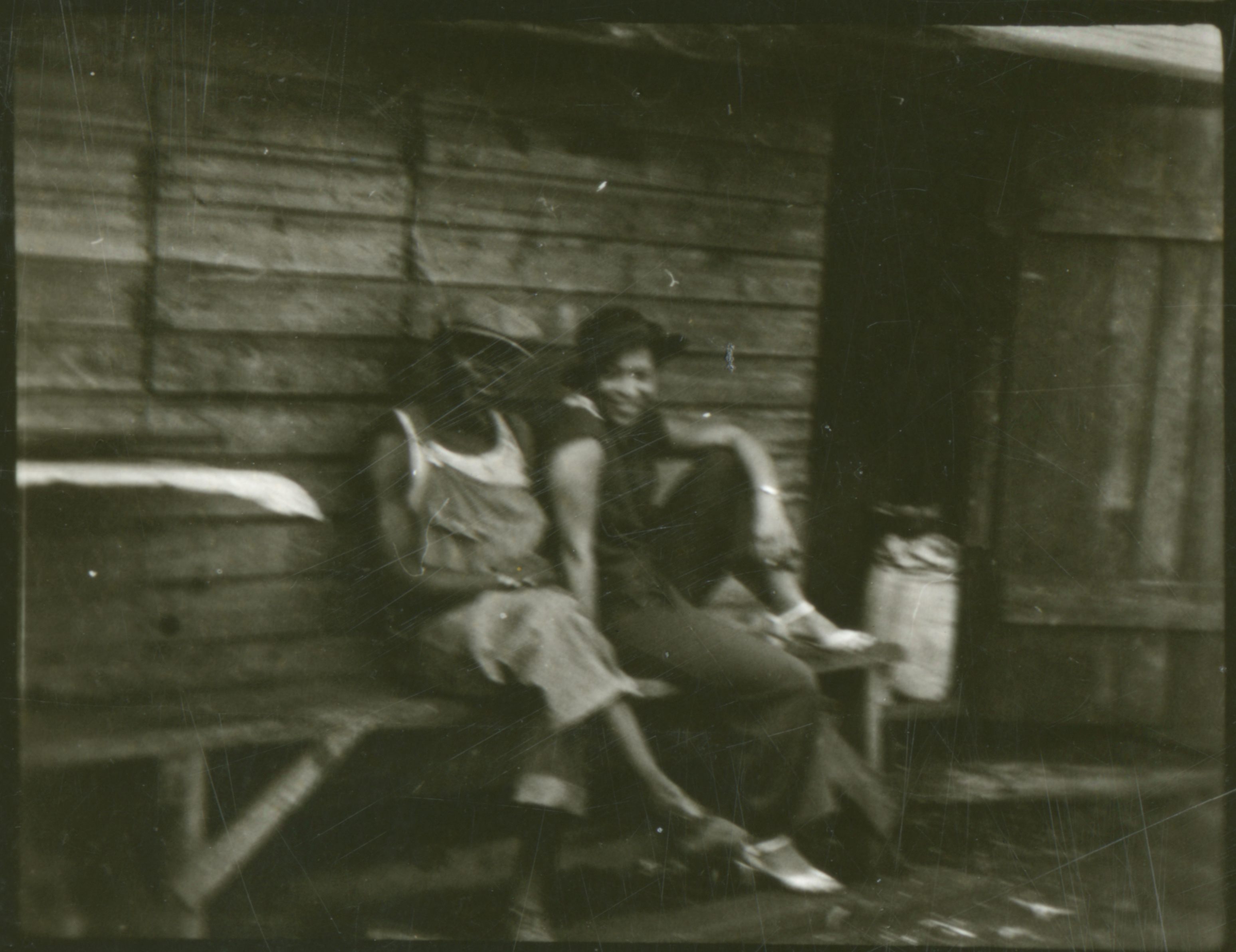
Zora Neale Hurston documentó historias acerca de High John, el conquistador de afro americanos en el sur de Estados Unidos.

Mojo Workin: El viejo sistema Hoodoo afro americano también discute: "Raíz de Juan el conquistador" y el mito, así como el "saco de naturaleza". En historias de gente afroamericana, Juan el conquistador fue un príncipe africano, quien fue secuestrado en África y esclavizado en los Estados Unidos. El era un embaucador y usó su encanto e ingenio para burlar a los dueños de esclavos. Después de la Guerra de Secesión, antes de que Juan el conquistador retornara a África, les dijo a los esclavos recién liberados que si alguna vez necesitaran su espíritu para obtener libertad, su espíritu residiría en una raíz que podrían usar. De acuerdo a algunos estudios, Juan el conquistador tiene sus orígenes en deidades africanas masculinas como Eleggua quien es un espíritu embaucador de África Occidental. Para el siglo XX, dueños de farmacias "blancas" empezaron a vender productos de Juan el conquistador comercializando Hoodoo con la imagen de un rey blanco en sus etiquetas. Zora Neale Hurston, basándose en algunas discusiones con afroamericanos; documentó en su libro "La iglesia santificada" algo de historia acerca de Juan el conquistador. Algunos afroamericanos creían que Juan el conquistador liberaba esclavos y que no fueron ni el presidente Abraham Lincoln, ni l aguerra de sucesión quienes trajeron libertad a los esclavos. Tía Shady Anne Sutton, una mujer entrevistada  por Zora dijo: Estos jóvenes negros leen sus libros y hablan sobre la guerra que liberó a los negros, por ¡Aye Dios! Muchos ven, pero pocos saben. "De acuerdo, la guerra fue de gran ayuda, pero como esta tomo lugar? Ellos creen que saben, pero no es así. Juan el conquistador lo había puesto en manos de los blancos para darnos nuestra libertad. Anne también dijo que Juan el conquistador educó a la gente negra acerca de la libertad y los preparó en caso de una guerra venidera. La raíz de Juan el conquistador usada por afroamericanos, prevenía azotes de esclavizadores y proporcionó libertad de la esclavitud. La raíz que se le dio a Frederick Douglas fue la de Juan el conquistador, la cual evito que este fuera azotado y golpeado por un destructor de esclavos. El ex esclavo Henry Bibb usó la raíz de Juan el conquistador para autoprotección, masticándola y tirándola hacia su esclavista.

### Espíritus

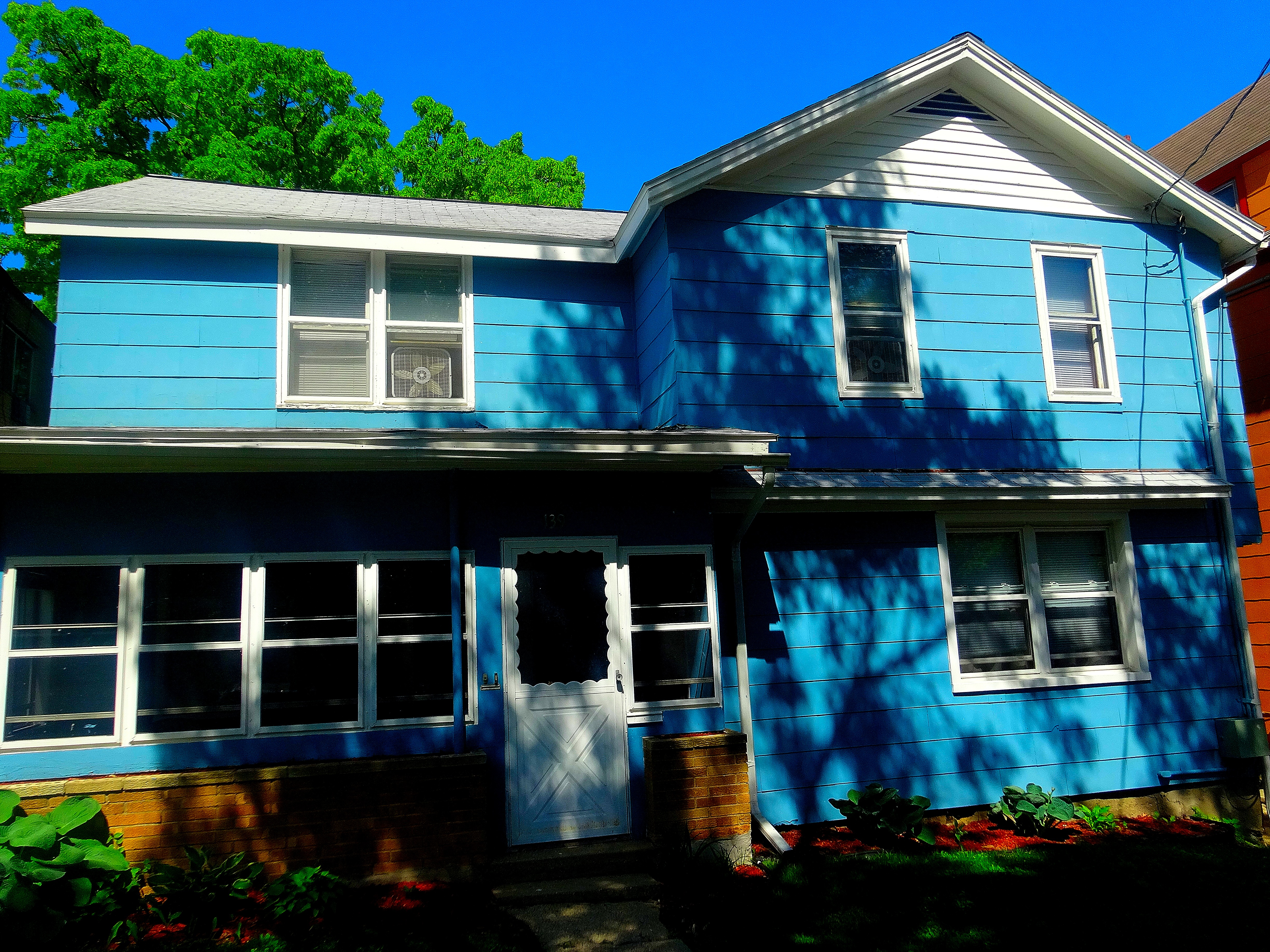
El pueblo Gullah Geechee (Gola) en las islas del mar pintaban sus casa de azul para ahuyentar a los malos espíritus.

Un espíritu que atormenta a los vivos es conocido bruja boo Los espíritus son conjurados para curar o matar personas y predecir el futuro. Los espíritus también pueden ayudar a las personas a encontrar cosas. Una narrativa esclava de Carolina del Sur; menciona un pastor quien hablaba con espíritus para que le ayudaran a encontrar dinero oculto. Esta grabación de la narrativa de esclavos reveló como Hoodoo y la iglesia negra estaban entrelazadas. Otra narrativa esclava de Indiana menciona, un lugar donde la gente afroamericana se rehusaba a entrar porque estaba "atormentado por espíritus de gente negra que fue azotada hasta morir" Dicho lugar tan temido por personas negras en la zona que pusieron un cerco a su alrededor. Llevar una moneda de diez centavos de plata usada alrededor del tobillo o el cuello puede proteger a alguien de malos espíritus y conjuros. Otro método para protegerse del mal es llevar una bolsa pequeña llena de sal y carbón. En Indiana, los afroamericanos rociaban lejía de cámara en los escalones delanteros y traseros para evitar que los espíritus entren a la casa. Las maldiciones pueden prevenir de espíritus malévolos no conjurados por un conjurador y los espíritus malos son más activos en la noche. Otro espíritu temido en la cultura Gullah es el ojo de juego. Este es un espíritu de un ojo que puede transformarse en varias formas es conjurado cuando una persona entierra la cabeza de un hombre asesinado dentro de un agujero con un tesoro.
La comunicación con los espíritus y los muertos (ancestros) es una práctica continua en Hoodoo que se originó en África central y Occidental. Loes espíritus de la naturaleza llamados Simbi se originaron del pueblo Bakongo y son asociados con el agua y la magia en África central y en Hoodoo. Simbi en singular y Bisimbi en plural son espíritus africanos del agua. Esta creencia en los espíritus del agua fue llevada a los Estados Unidos durante la trata trasatlántica de esclavos y continua en la comunidad afroamericana en la práctica del Hoodoo y el Vudú. Los Bisimbi son espíritus del agua que residen en barrancos, arroyos, agua fresca y elementos del agua al aire libre (fuentes). Estudios académicos en la plantación Pooshee y la plantación Woodboo en Carolina del Sur, mostró una creencia continua de los espíritus del agua africanos entre los afroamericanos esclavizados. Ambas plantaciones ahora están bajo el agua en el Lago Moultrie.